# Mitologia budista

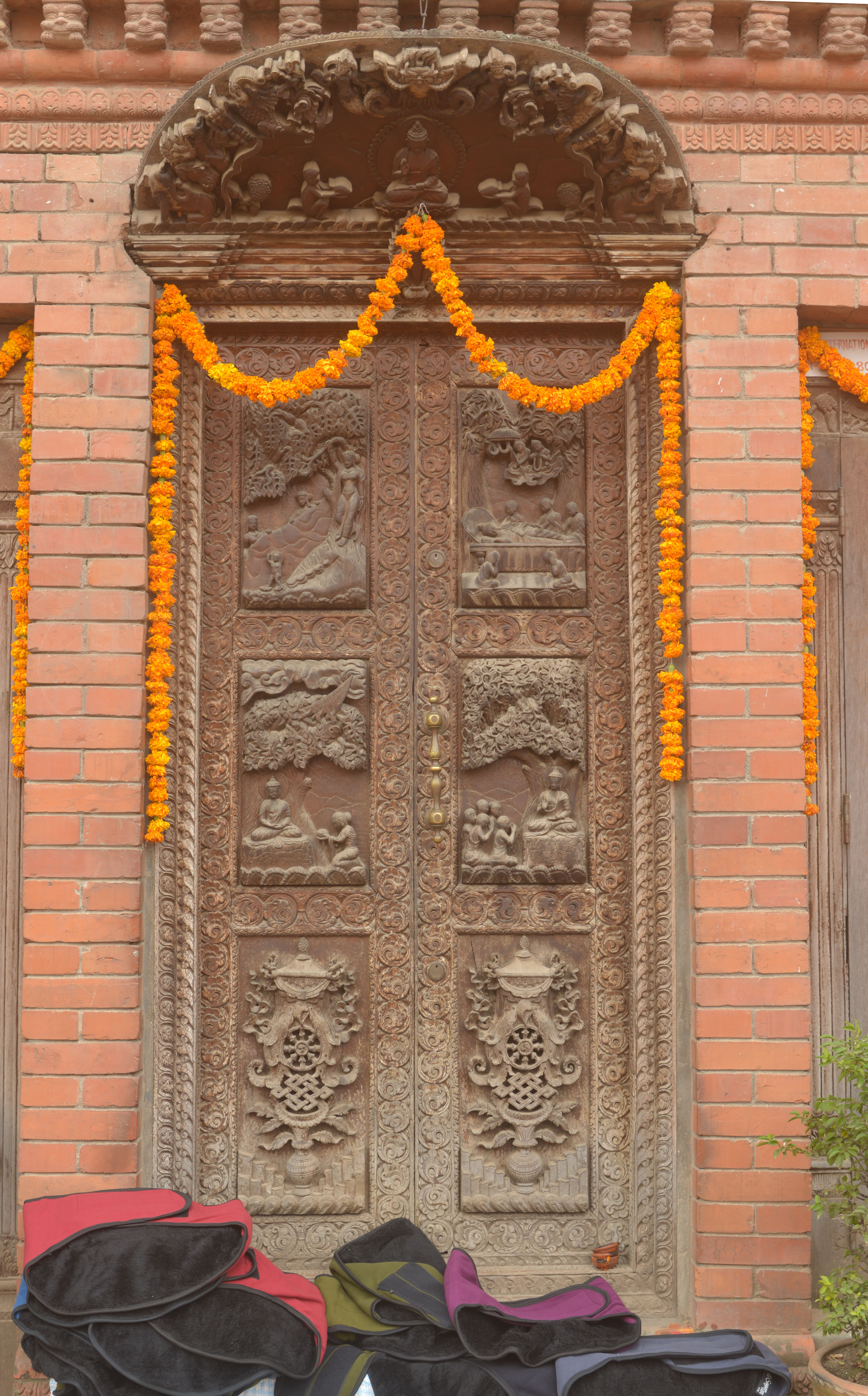
Porta tallada amb escenes de vida de Buda, Nepal

La mitologia budista compren sistema de creences relativament extensa que ha estat influenciada i ha adoptat els mites de nombroses cultures, començant inicialment per l'antiga cultura Gandhara.
Les diferents escoles budistes han creat i mantingut una gran quantitat de literatura mitològica. El mite central del budisme és la vida de Buda. Això s'explica en termes relativament realistes en els primers textos, aviat es van convertir en una complexa mitologia literària. El motiu principal d'aquesta història, i la característica més distintiva del mite budista, és la renúncia de Buda: deixar la seva llar i la seva família per a una recerca espiritual. Al costat d'aquest mite central, les tradicions contenen un gran nombre d'històries més petites, que normalment se suposa que transmeten un ensenyament ètic o budista. Aquests inclouen els populars Jātakas, contes populars o llegendes que es creu que són vides passades de Gautama Buda. Com que es consideren episodis de la vida de Buda, aquí es tracten com a "mite", en lloc de distingir entre mite, llegenda i conte popular.
Els mites budistes es mantenen en els textos, i al costat de les tradicions orals, la narració d'històries, així com les narracions creatives de mites en el teatre o les obres d'art. Aquesta mitologia creativa continua fins als nostres dies i compren adaptacions cinematogràfiques, televisives i musicals dels mites budistes.
El mite sempre ha estat una part important de la manera com els budistes es veuen a si mateixos i formen comunitats. Les actituds envers els mites varien, des de persones que veuen les històries com a fets totalment reals, mentre que altres les veuen com a simbòliques. El terme"mite" no implica un judici de valor o veritat. Més aviat, es refereix a l'estudi de les històries sagrades i el seu significat dins d'una comunitat.
Els estudiosos han reconegut des de fa temps que el budisme conté una de les grans mitologies del món. TW Rhys Davids va dir que els Jātakas són "la col·lecció de folklore més fiable, completa i més antiga que existeix actualment en qualsevol literatura del món". Caroline Rhys Davids va dir que els Jātakas són "col·lectivament l'èpica més gran, de la literatura, de l'ascens de l'home". Joseph Campbell va parlar àmpliament de la vida del Buda al seu The Hero with a Thousand Faces, basant-se en les llegendes posteriors del Buda. Tanmateix, l'examen modern de la mitologia budista és rar, i els crítics han argumentat que l'èmfasi en la racionalitat en el modernisme budista ha enfosquit el paper de la mitologia en les comunitats budistes tant del passat com del present.

## El mite de la vida de Buda

### La vida de Buda en els primers textos

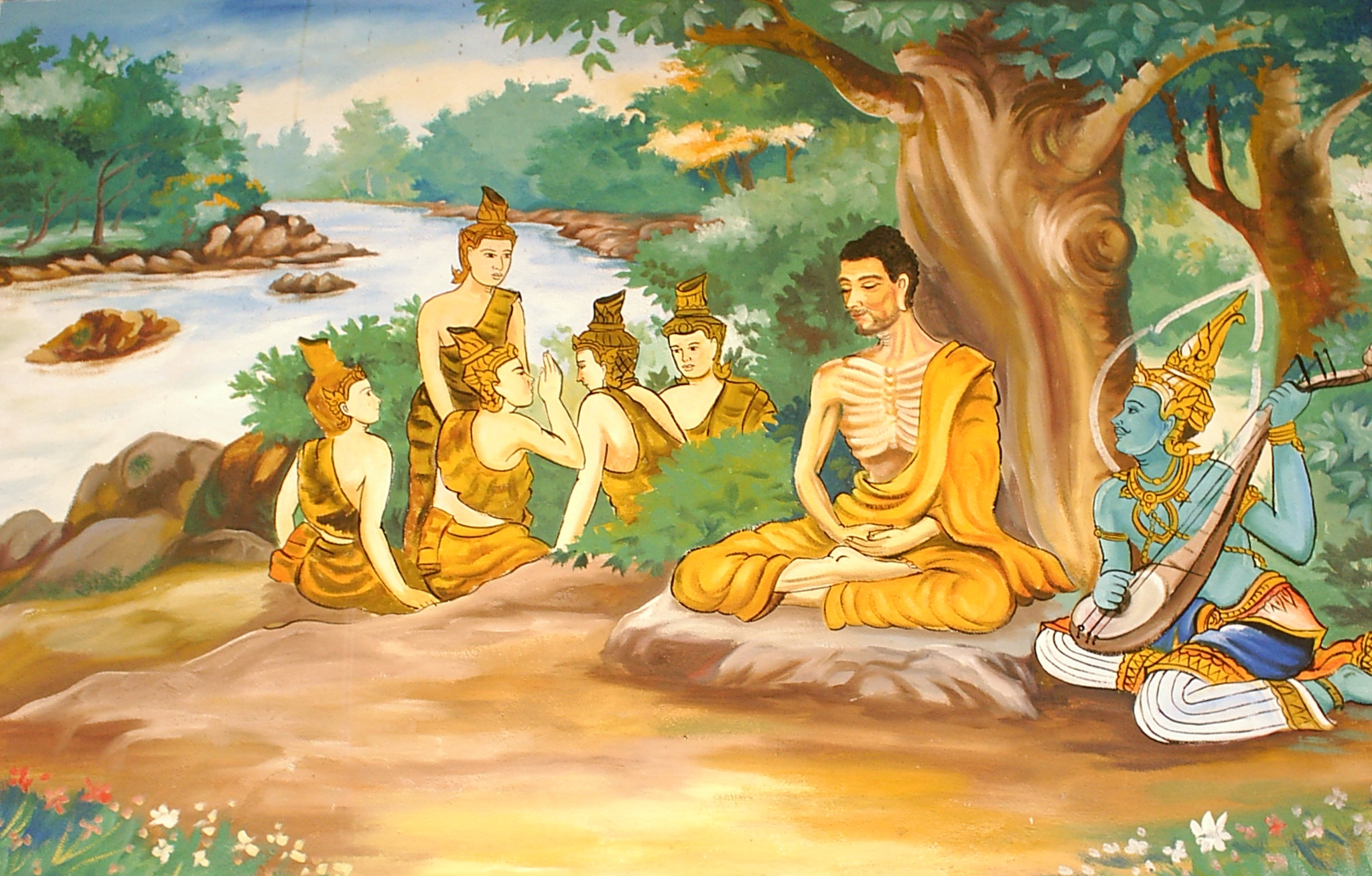
Una pintura mural en un temple laosià, que representa el bodhisattva Gautama (futur Buda) realitzant pràctiques ascètiques extremes abans de la seva il·luminació. Un déu supervisa els seus esforços i proporciona una certa protecció espiritual.

La mitologia en el budisme s'utilitza a diversos nivells intel·lectuals per tal de donar expressió simbòlica i de vegades quasi històrica als ensenyaments religiosos. Tal com han assenyalat erudits com Thomas Rhys Davids, els primers textos del budisme (com els Nikāyas i Āgamas) no presenten una sola biografia coherent i sistemàtica del Buda. Tanmateix, hi ha diverses referències a nombrosos esdeveniments de la vida en aquests textos, i en alguns casos ofereix relats més extensos d'esdeveniments importants en la vida de Buda. Totes les versions posteriors de la vida de Buda deriven principalment d'aquestes fonts. Això inclou:
- El naixement de Gautama.[9]
- Alguns detalls de la seva vida creixent.
- Referències a la renúncia (Nekkahama). Explica la famosa història dels " quatre signes ", però pel que fa al passat del Buda Vipassï, no de Gautama.[10]
- Relats detallats de les pràctiques de Gautama abans del despertar. Aquests inclouen la seva trobada amb professors anteriors,[11] el període de les austeritats[12] i els seus propis esforços per desenvolupar la meditació.[13][14][15]
- Diversos relats de la nit del Despertar.
- Els esdeveniments posteriors al despertar s'expliquen en una famosa narració que es troba a Sutta[16] o a Vinaya.[17]
- Esdeveniments que involucren la família de Buda, inclòs el seu retorn a casa i l'ordenació del seu fill,[17] la rebel·lió de Devadatta,[18] ordenació de la madrastra de Buda com a primer bhikkhuni,[19] troba principalment als Vinayas.
- L'últim viatge de Buda, la seva mort (Parinirvana) i els esdeveniments posteriors s'expliquen al Mahāparinibbāna Sutta.[20]

La majoria dels textos rellevants del cànon Pali s'han reunit i ordenats a La vida de Buda de Bhikkhu Ñāṇamoli. Bhikkhu Sujato ha demostrat que els esdeveniments de la vida de Buda en els primers textos compleixen gairebé totes les etapes del viatge de l'heroi (Monomite) de Campbell, malgrat que no estan disposats com una narració coherent. El viatge ... es fa molt més destacat i complet en versions posteriors de la història.
Els primers textos inclouen també referències a divinitats índies (devas), éssers extraordinaris com ara Yakkhas, Nagas i altres continguts mítics.

### La vida prolongada del Buda a Jātakas

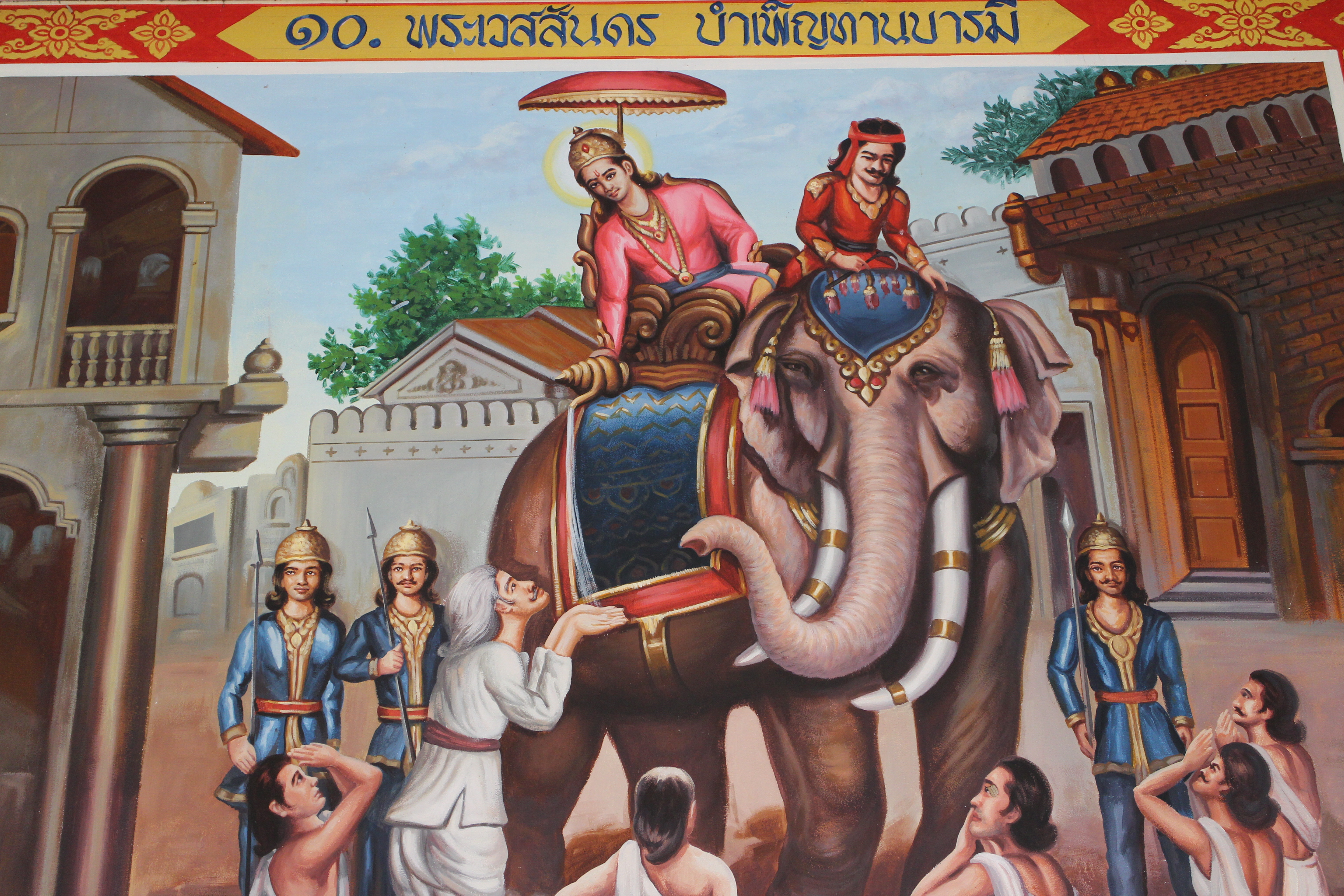
Vessantara demana almoina, en un dels Jatakas més famosos, el Vessantara Jataka

Un dels "tres coneixements" (tevijjā) de Buda era recordar vides passades. Tanmateix, els primers textos contenen molt poques narracions reals de vides passades. Les històries que es troben en els primers textos gairebé sempre mostren signes de pertinença als últims estrats. Tanmateix, en poc temps la comunitat budista va desenvolupar un ampli repertori d'històries associades a les vides passades del Buda, conegudes com els Jātakas. Hi ha 550 històries d'aquest tipus al cànon Pali, i centenars més en fonts xineses, tibetanes i sànscrites. Diversos Jātakas estan representats en forma visual als monuments de Sanchi, que daten al voltant del segle I aC. El corpus d'històries de Jātaka va continuar creixent al llarg dels segles. Alguns dels més populars continuen sent el Mahanipata Jataka, que representa les deu últimes vides del Buda abans del seu darrer naixement.
Els Jātakas semblen derivar principalment de folklore indi popular, faules i llegendes en prosa i versos barrejats. Com les vides del Buda, no són sectaris, ja que molts Jātakas es comparteixen entre tradicions. Algunes de les històries estan relacionades amb llegendes brahmàniques, com les que es troben al Rāmayaṇa i al Mahābharata, mentre que altres mostren semblances amb les Faules d'Isop i altres de la literatura mundial. Tot i que la majoria dels Jātakas contenen una "moral", en la majoria dels casos es refereixen a idees simples i universals, com ara la no violència o l'honestedat, i només algunes de les històries presenten idees distintivament budistes. Un conte típic de Jātaka presenta un conflicte o repte, que l'heroi supera amb el seu coratge, intel·ligència o altres virtuts. L'heroi de la història s'identifica amb el Buda, mentre que altres personatges de la història sovint s'identifiquen amb socis familiars del Buda, com els seus deixebles propers, la seva família o Devadatta com a antagonista.
Com que els Jātakas són en essència els capítols preliminars del desenvolupament espiritual del Buda, de vegades s'inclouen juntament amb la vida del Buda. A les fonts Pali, per exemple, la vida del Buda apareix com la narrativa inicial de la col·lecció Jātaka.
Hi ha una classe similar de literatura coneguda com Apadāna. Originalment, el terme sembla haver significat simplement una història del passat, ja que el Mahāpadāna Sutta del Dīgha Nikāya explica la història d'un Buda en una època passada. Tanmateix, es va referir a una classe d'històries sobre les vides passades dels monjos i les monges deixebles de Buda. Sovint, mostren com els deixebles il·lustrats del Buda van aconseguir aquest estatus fent ofrenes a un Buda en una vida passada

### En textos Vinaya

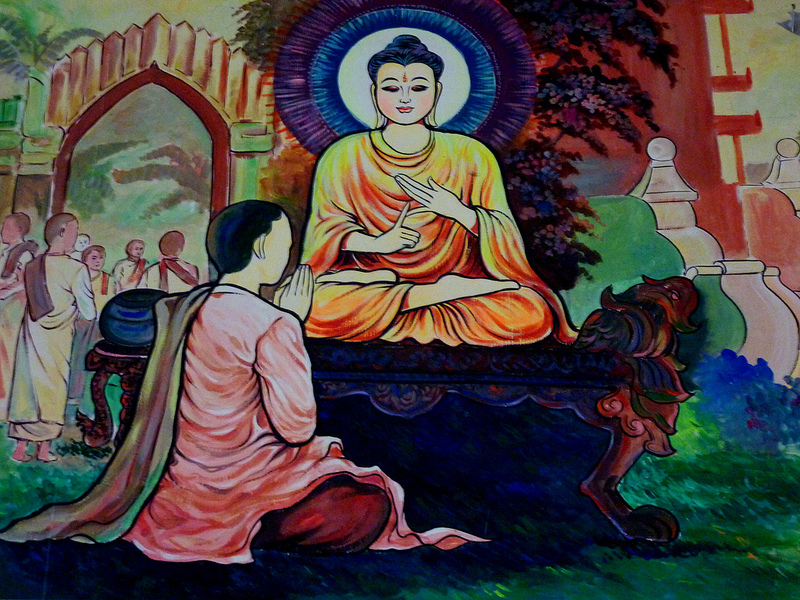
Mahapajapati, primera monja budista i madrastra de l'ordenació de Buda.

Els textos doctrinals (suttas) del primer període contenen poca narrativa i menys mite. Tanmateix, en els textos sobre disciplina monàstica (Vinaya), cada regla o procediment ha d'anar precedit d'una història d'origen. Sovint són narracions simples que només donen un context per a la regla. Tanmateix, en diversos casos la narració es desenvolupa i inclou motius mítics significatius. La majoria d'aquests es produeixen en relació amb esdeveniments importants de la vida de Buda, especialment els que involucren la seva família. Però també es produeixen de manera independent.
Erich Frauwallner va argumentar que la part de Vinaya coneguda com a Khandhakas va formar al voltant d'una de les primeres versions de la història de la vida de Buda. Textos posteriors de Vinaya com el Mūlasarvāstivāda Vinaya i el Mahāvastu van afegir encara més material mític, mentre que alguns textos també van sorgir d'aquest material que es van deslligar del Vinaya i van començar a circular com a biografies independents de Buda.
Alguns dels mites explicats a les Vinayas inclouen:
- El despertar de Buda.[27]
- El període posterior al despertar de Buda, com ara el " primer sermó " (això correspon a la part de "retorn" del cicle de l'heroi de Campbell)
- L'ordenació de la madrastra de Buda Mahāpajāpatī. Aquest episodi és especialment ric en imatges i significats mítics.[28]
- La rebel·lió de Devadatta.[29] (la traïció per part d'un parent proper és familiar en els mites de, per exemple, Jesús, Balder i Osiris.)
- La formació mèdica del doctor Jīvaka.[30]
- La història del príncep Dīghāvu.
- Múltiples històries originals per a les regles de Vinaya inclouen motius mítics, per exemple, la regla de l'estupa.

### En textos post-Ashokan

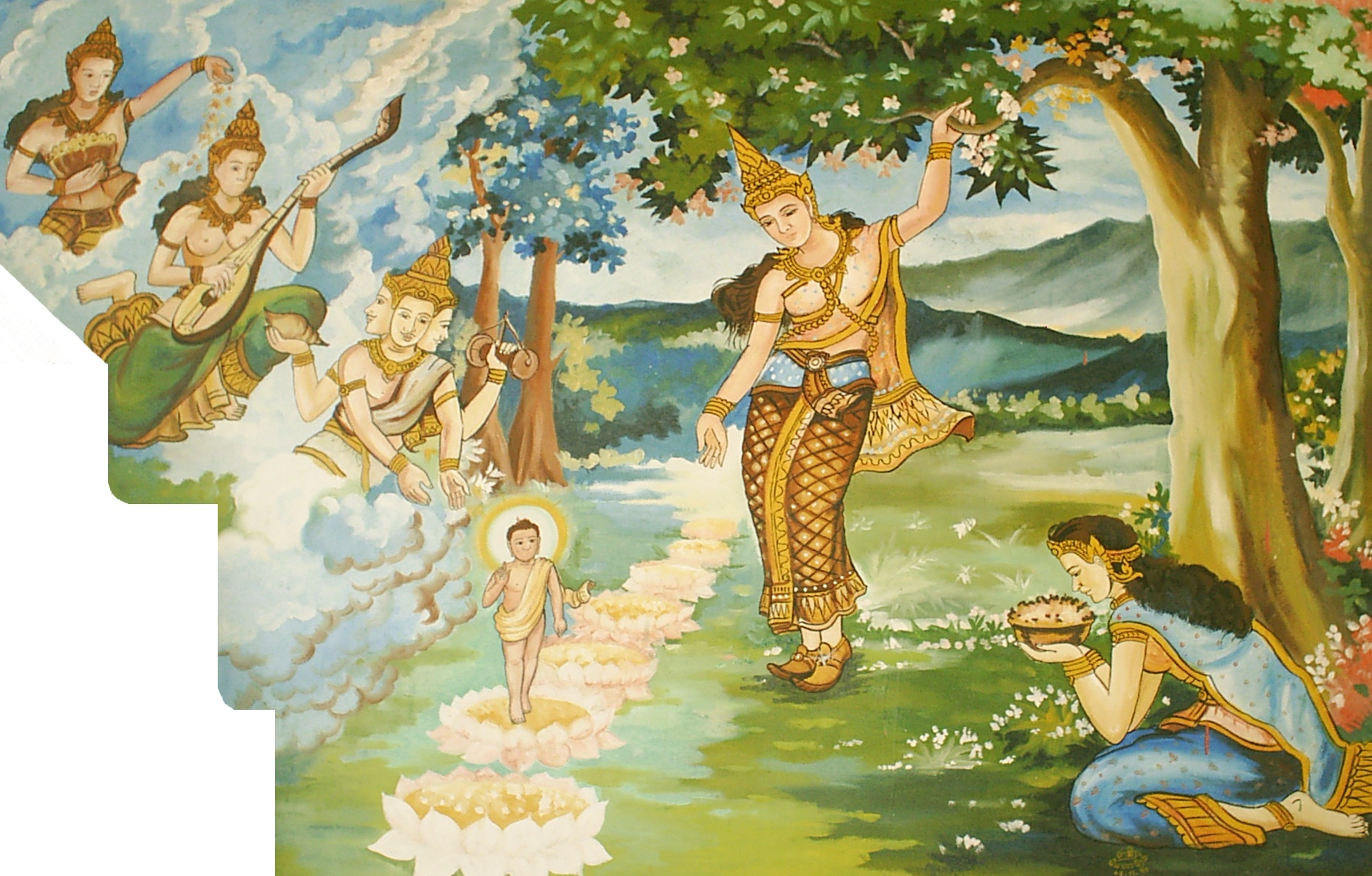
El naixement de Gautama Buda, en un bosc de Lumbini. La llegenda diu que just després del seu naixement, va fer 7 passos i va proclamar que acabaria amb el patiment i aconseguiria la il·luminació suprema en aquesta vida.

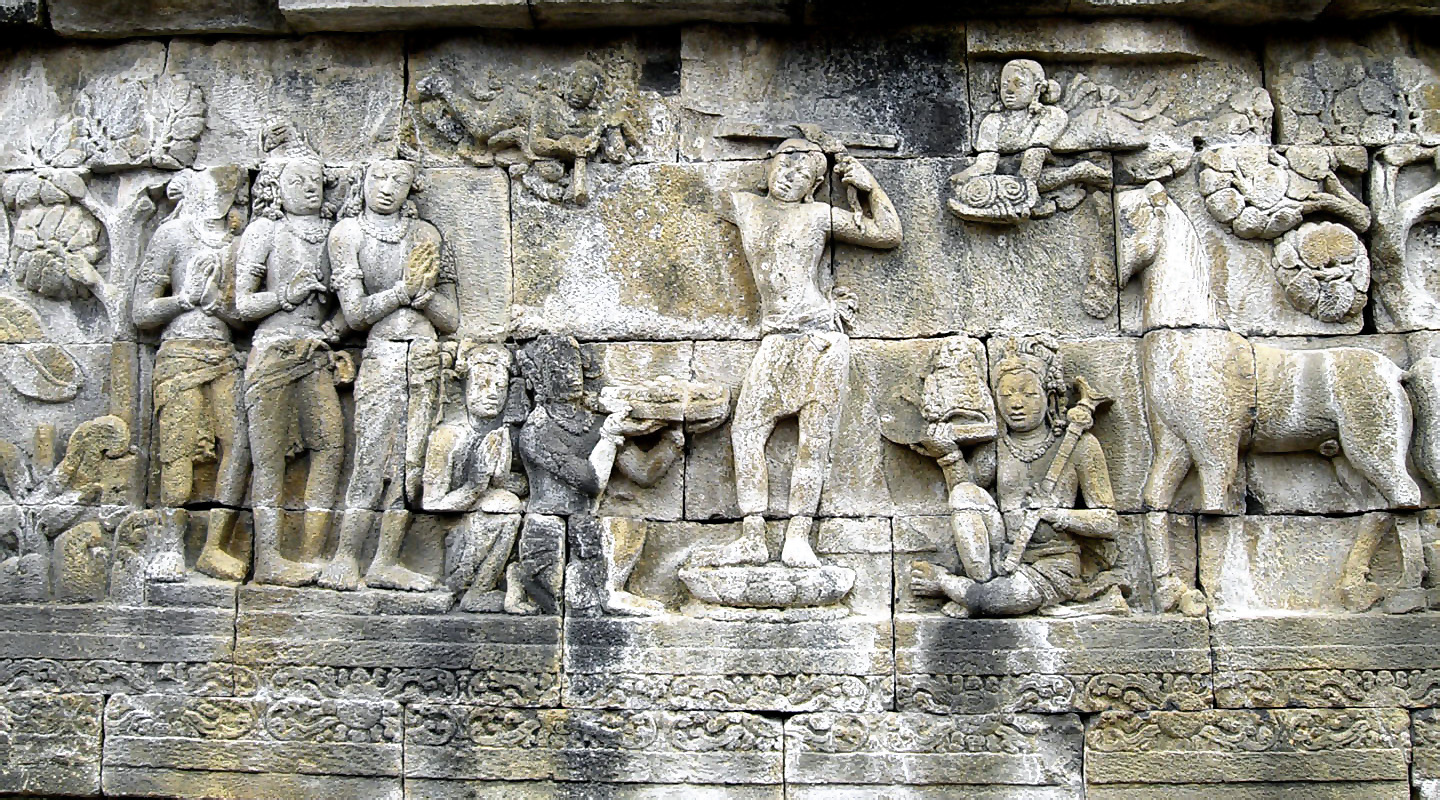
El príncep Siddhartha Gautama es talla els cabells i es converteix en un renunciant. Borobudur

Si bé els primers textos es van completar majoritàriament en el període pre- Aixoka, el període post-Aixoka va veure l'adopció generalitzada del budisme com a religió popular. En aquest moment, el budisme s'estava estenent pel subcontinent indi i més enllà, i emergeixen diverses escoles en diferents regions. Sembla probable que cada escola hauria utilitzat la vida de Buda com a vehicle d'ensenyament primari. Sobreviuen algunes versions distintives d'aquesta història. Tot i que aquests varien molt en les seves formes literàries, hi ha poca diferència doctrinal entre ells. Aquests textos inclouen els següents
- Mahāvastu ("Gran història") del Mahāsaṁghika-Lokuttaravāda. Aquest text està escrit en sànscrit híbrid, i és una recopilació solta de diversos textos de diverses fonts, de vegades repetint la mateixa història, i amb pocs intents de crear unitat literària.
- Buddhacarita ("La vida del Buda") d'Aśvaghoṣa. Aquest és un poema èpic sànscrit (Itihasa) sofisticat i polit d'un dels poetes més importants de l'Índia.
- Lalitavistara Sūtra (“El joc en detall”) dels Sarvāstivādins.[31] Estilitzat com un sutra sànscrit, el Lalitavistara era molt popular en les formes del nord del budisme. És la base de molts esdeveniments gravats a Borobudur.
- La Theravāda "Discussió dels vincles" (Nidana-katha) de la "Discussió del significat de les històries de naixement" (Jataka-attha-katha). Aquest es troba com a introducció i escenari de les històries de Pali Jātaka que es troben als comentaris recopilats al Mahāvihāra a Sri Lanka. Això constitueix la base del relat estàndard de la vida del Buda al budisme Theravāda.[32]
- Mūlasarvāstivāda Vinaya. Tot i que tots els Vinayas contenen alguna narració, aquest text -existent en sànscrit, tibetà i xinès- inclou una vida completa del Buda, plena d'una abundant narrativa llegendària.
- Abhiniṣkramana Sūtra.

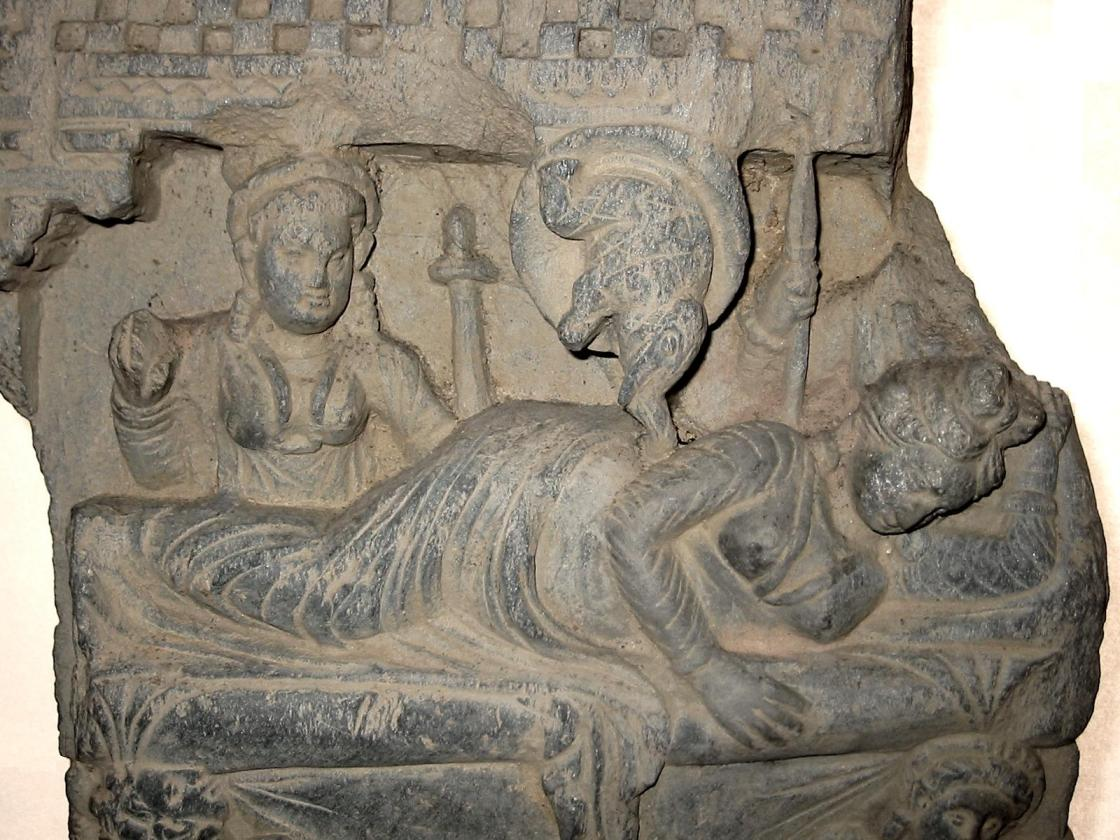
El somni de l'elefant blanc de la reina Māyā i la concepció del Buda. Gandhara, segles II-III d.C.

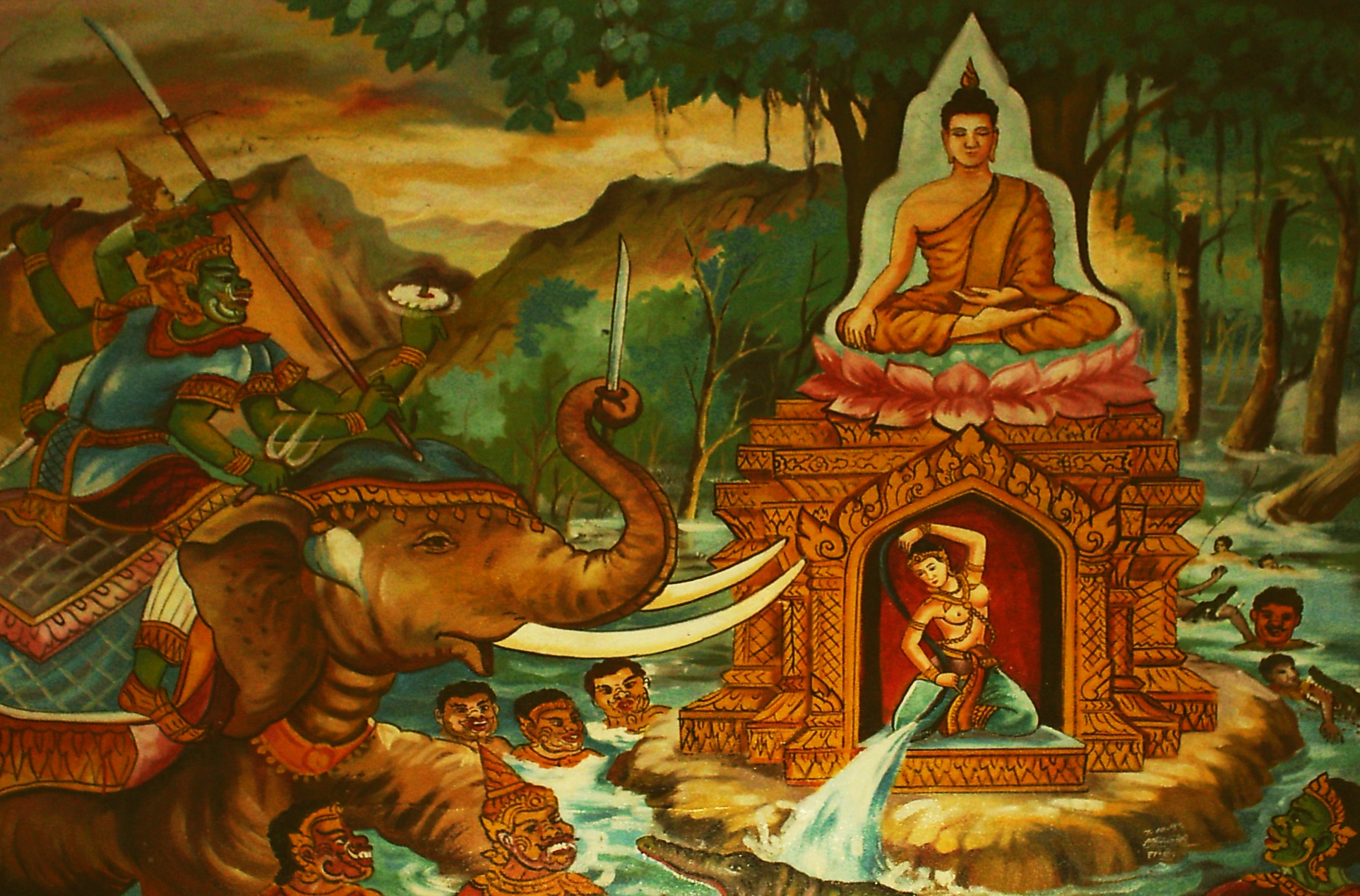
Batalla amb Mara

Malgrat que aquests textos van sorgir en diferents escoles durant un llarg període, en diferents formes literàries, tots comparteixen una sèrie de motius de la vida de Buda que no es troben en els primers textos. Aquests motius inclouen:
- La mare del Buda, Māyā, somia amb un elefant blanc.
- Lotus brotant sota els peus del bodhisattva mentre caminava immediatament després del naixement.
- Diverses trobades amb Devadatta i altres de petit.
- Veient els quatre signes.
- El bodhisattva deixa la seva dona i el seu fill, sovint la nit del part.
- El cavall del bodhisattva, Kaṇṭhaka, que se'l va emportar, però més tard va morir de pena.
- Trobada amb un caçador i intercanvi de túnica.
- Flotant el bol riu amunt.
- L'ofrena d'arròs amb llet de Sujātā.
- L'atac dels exèrcits de Mara.
- La deessa de la terra (Prithvi) presenciant la pràctica passada del bodhisattva.

Molts d'aquests motius estan representats a les primeres obres d'art, i un dels factors motivadors en aquests desenvolupaments va ser presentar els ensenyaments d'una manera que pogués formar una història personal dramàtica, que es pogués representar visualment. Per exemple, el Padhāna Sutta, un text primerenc, representa l'assalt de Māra en termes purament psicològics, mentre que les versions desenvolupades imaginen un vast exèrcit de dimonis atacant el Buda, una imatge que sovint es representa a les obres d'art budistes
Aquestes obres posteriors també mostren un èmfasi molt més gran en el caràcter miraculós i extraordinari de Buda, ja que el representen més com un ésser divino en contrast amb els textos anteriors. Aquests desenvolupaments de la mitologia tenen els seus homòlegs en els textos més filosòfics, on el Buda és concebut com omniscient i amb poders transcendentals (Lokottaravada).

## Altres mites budistes indis

### Passat i futur dels Budes
La mitologia budista conté llegendes dels Budes d'èpoques passades, com ara Vipassi. Una font important d'aquests és la Pali Theravāda Buddhavamsa (Crònica de Buda) que narra les històries de 24 Budes passats.
Les obres budistes també inclouen una àmplia gamma de mites profètics, que parlen d'esdeveniments futurs. Igual que amb els Jātakas, hi ha algunes històries d'aquest tipus en els primers textos. El més famós és el Cakkavatti Sīhanāda Sutta del Dīgha Nikāya. Aquest és l'únic text primerenc que esmenta Metteyya, el futur Buda. És un text apocalíptic, que prediu que la conducta moral de la humanitat disminuirà fins al punt que la civilització es trencarà completament. Després de molt de temps la societat es reformarà, basant-se en el principi de la no-violència, i finalment arribarà una edat daurada, amb el futur Buda Metteyya com a mestre d'aquella època.
Textos posteriors com el Maitreyavyakarana introdueixen elements mahayana a la història profètica de Maitreya. Una complexa mitologia desenvolupada al voltant de la figura messiànica del futur Buda Maitreya, que ha inspirat múltiples cultes budistes tant del passat com del present. Es va convertir en una figura influent en els moviments mil·lenaristes i messiànics a tot Àsia oriental. Segons Paul Williams, hi va haver "nou moviments d'aquest tipus a la Xina només durant el segle v i principis del VI".

### Reis, sants i déus

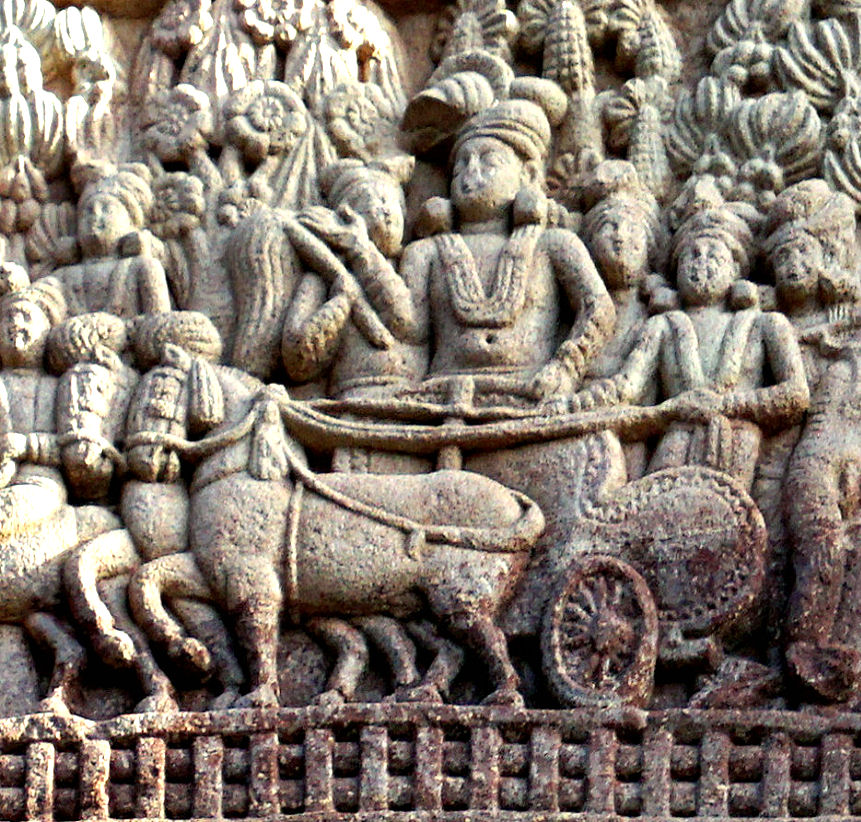
Visita d'Aixoka a l'estupa de Ramagrama, la porta d'entrada sud de l'estupa Sanchi

Les tradicions budistes contenen un gran nombre d'històries i narracions espirituals a més de les anteriors. Sovint són simples faules morals, semblants a les Jātakas. En alguns casos, es poden distingir complexos mítics que no tenen homòlegs en els textos ortodoxos, però que es troben àmpliament a la cultura popular. En aquests mites apareixen diverses figures diferents del Buda, com ara reis budistes, monjos i sants importants, així com éssers o déus celestials (devas
Els reis indis apareixen en moltes històries i mites budistes. Els primers textos parlen de diversos reis que manifesten respecte al Buda com Pasenadi de Kosala i Bimbisara de Magadha. Els mites budistes que es van desenvolupar al voltant del famós emperador Màuria Aixoka (enregistrats en textos com l' Aixokavadana) així com altres monarques budistes com l'indogrec Milinda (Menandre I) i els reis budistes de Sri Lanka (en textos com el Dipavamsa) també són fonts importants de la mitologia budista. Aquestes històries serveixen com a contes de moralitat i com a models per a la reialesa budista que van ser emulades i utilitzades per les monarquies budistes posteriors a tot el món budista. Aquests mites reials toquen qüestions més seculars com la relació entre la comunitat monàstica i l'estat, així com el paper del rei al món (i per extensió el paper dels laics).
Els reis indis apareixen en moltes històries i mites budistes. Els primers textos parlen de diversos reis que manifesten respecte al Buda com Pasenadi de Kosala i Bimbisara de Magadha. Els mites budistes que es van desenvolupar al voltant del famós emperador Màuria Aixoka (enregistrats en textos com l' Aixokavadana) així com altres monarques budistes com l'indogrec Milinda (Menandre I) i els reis budistes de Sri Lanka (en textos com el Dipavamsa) també són fonts importants de la mitologia budista. Aquestes històries serveixen com a contes de moralitat i com a models per a la reialesa budista que van ser emulades i utilitzades per les monarquies budistes posteriors a tot el món budista. Aquests mites reials toquen qüestions més seculars com la relació entre la comunitat monàstica i l'estat, així com el paper del rei al món (i per extensió el paper dels laics).
Sants budistes posteriors com Mahinda i Sanghamitta, tots dos fills d'Aixoka formen també part dels mites budistes. Un nou exemple són les històries relacionades amb el culte del monjo Upagupta que, segons la llegenda, va viure en temps d'Aixoka. No apareix als textos en pali central, però és una figura molt coneguda a les regions del nord de Theravāda, com al nord de Myanmar, Tailàndia i Laos. En aquestes regions es produeixen una varietat de contes amb temes i motius relacionats, i constitueixen la base de l'activitat ritual, que solen dur a terme els laics. Aquestes activitats es produeixen en un espai liminal a la vora de la praxis Theravādin sancionada oficialment.
Els mites budistes també presenten éssers celestials, anomenats devas. El mite budista va adoptar diverses figures índies com Brahma, Indra (també coneguda com Sakka) i Prithvi.

### Mites sectaris

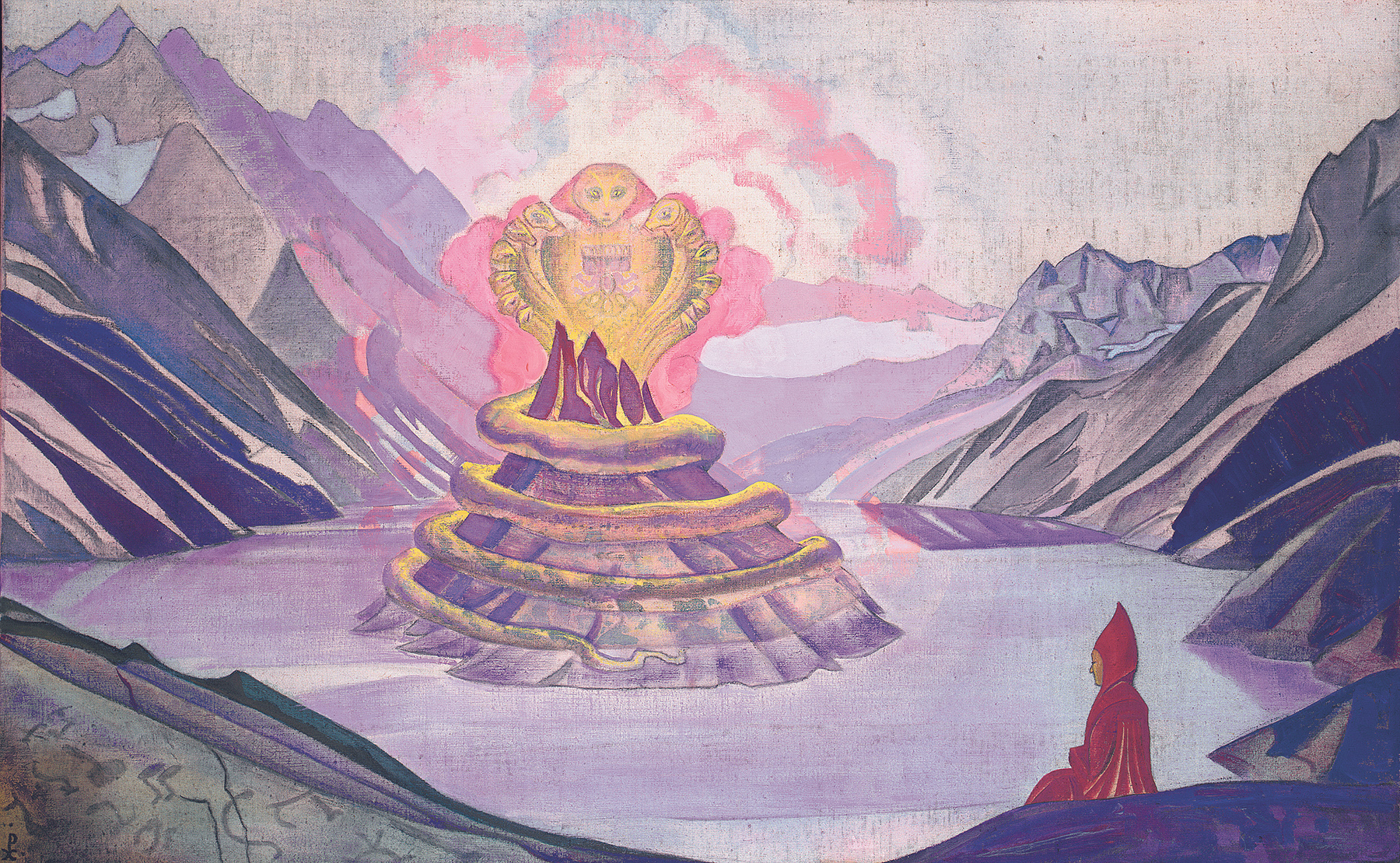
El " Nagarjuna Conqueridor de la Serpent de Nicholas Roerichrepresenta el mite de l'origen mahayana dels sutres prajñaparamita.

Les escoles del budisme explicaven històries sobre l'origen de la seva pròpia escola particular. Aquestes narracions funcionen com els mites de la creació, explicant com va ser l'escola i per què té una autoritat especial per transmetre l'ensenyament de Buda. A diferència dels mites pansectaris de la vida de Buda o dels Jātakas, aquests existeixen específicament per promoure la pròpia escola en relació als rivals contemporanis. Aquests mites sectaris també inclouen típicament un relat de com el Dharma va triomfar sobre els cultes religiosos primitius i violents, especialment el sacrifici humà o animal en el culte dels iaksa.
La història de l'origen del Theravāda es troba en múltiples llocs, com el Dīpavaṁsa, on es diu que el mateix Buda va predir l'expansió de Theravāda a Sri Lanka. A més, tant a la Dīpavaṁsa (Crònica de l'illa) com a la Mahāvaṃsa (Gran Crònica), es considera que Buda va visitar l'illa tres vegades. Els Sarvāstivādins van localitzar els seus orígens a l'època d'Aixoka, afirmant ser el veritable Dharma que es va estendre al Caixmir quan el budisme al País Mitjà s'havia corromput.
Altres històries desenvolupades per donar autoritat a determinats textos. Els mahayanistes havien d'abordar el fet que els seus textos eren desconeguts en el període inicial del budisme, i van desenvolupar històries com que havien estat amagats al regne dels nagas (éssers sobrenaturals semblants a serps) fins que la gent prou sàvia per entendre'ls va ser. nascut. Algunes versions del mite afirmen que el filòsof indi Nagarjuna va volar màgicament a la ciutat dels nagues i va recuperar els sutres ocults. Altres mites tracten de Budes d'altres mons als quals es pot arribar a través de somnis o visions meditatives com Maitreya o Amitabha i que revelen nous textos i ensenyaments com els cinc tractats de Maitreya (Vijnanavada). Els budistes mahayana posteriors també van escriure les seves pròpies biografies del Buda que incloïen elements mahayana, com ara la biografia a Chos 'byung ("Història del budisme") deltibetà Bu-ston (1290–1364).
De la mateixa manera, el promotor del Theravāda, Abhidhamma va afirmar que Abhidhamma havia estat ensenyat pel Buda a la seva mare al cel de Tusita. Altres mites segueixen objectes inanimats com les relíquies budistes. Per exemple, el text en pali anomenat Bodhivamsa descriu la portada d'un tall de l'arbre Bodhi a Sri Lanka, mentre que el Thūpavaṃsa explica la història del Mahathupa ('Gran Stupa ') a Anuradhapura.
Així mateix, amb el desenvolupament del budisme tàntric i els seus nous textos anomenats tantres, també van desenvolupar llegendes que pretenien legitimar aquests textos com a Buddhavacana (paraula del Buda) malgrat que històricament no se'ls podria haver ensenyat durant l'època de Gautama Buda. Una de les més destacades són les diverses llegendes que envolten una figura coneguda com el rei Indrabhuti. En una versió del mite traduïda per Ronald M. Davidson, afirma que durant l'època de Buda, ningú estava preparat per al tantra a la terra, per la qual cosa es va ensenyar al cel Tusita. Després, Vajrapani va portar els ensenyaments tàntrics al país de Zahor al rei Indrabhuti, que va ser instruït sobre el seu significat per un mestre anomenat Kukuraja.
Aquestes mitologies es van desenvolupar, no només com a doctrines sectàries "oficials", sinó com a contes locals. Per exemple, a la majoria de països budistes hi ha una història de com el Buda històric va visitar el seu país i va predir que el Dharma s'hi establiria.

## Mitologia Mahāyāna

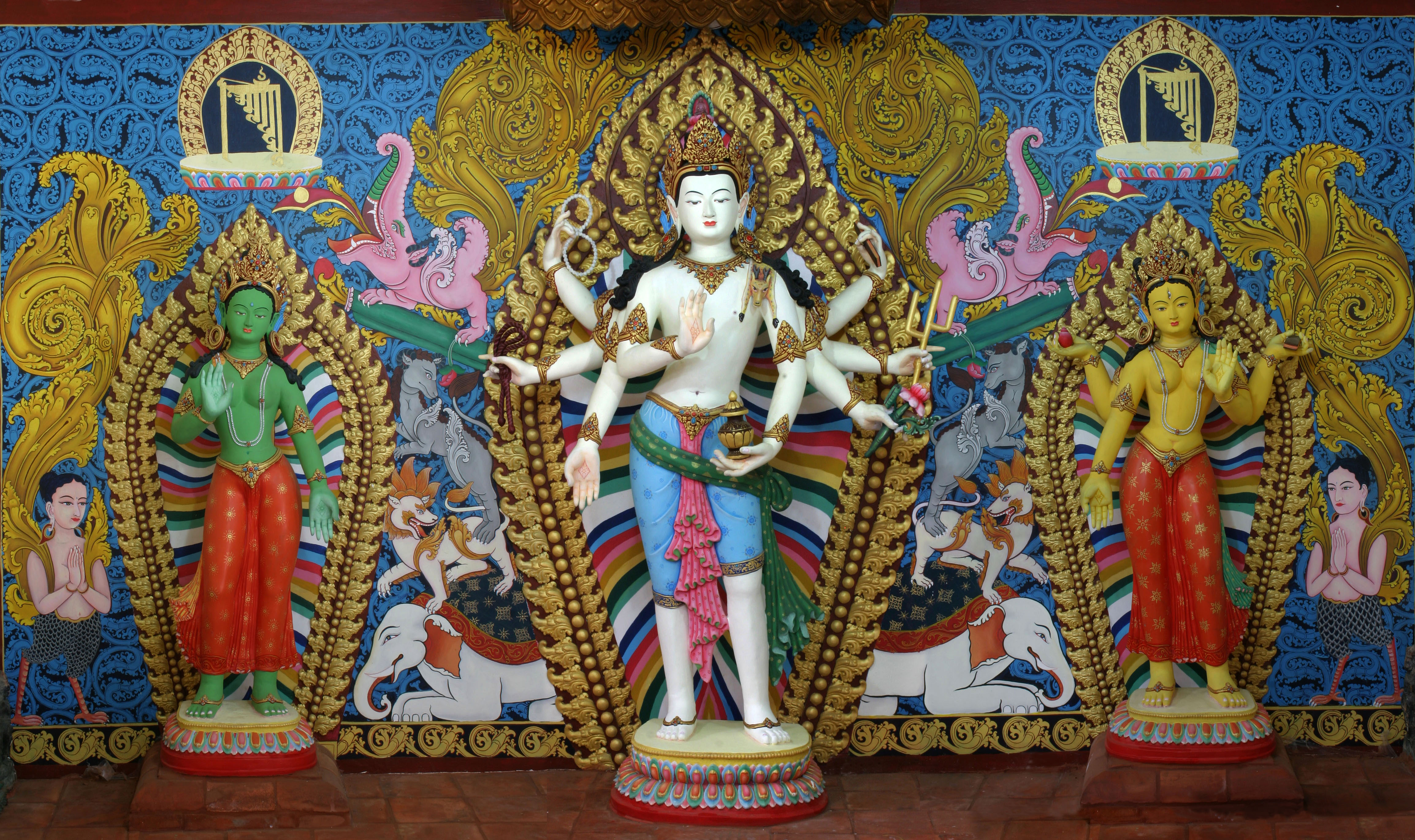
Amoghpasha Lokesvara flanquejat per Arya Tara i Bhrikuti Tara consagrat a l'ala lateral de Vasuccha Shil Mahavihar, Guita Bahi, Patan: Aquest conjunt d' imatges és popular als monestirs tradicionals de la vall de Katmandú, Nepal.

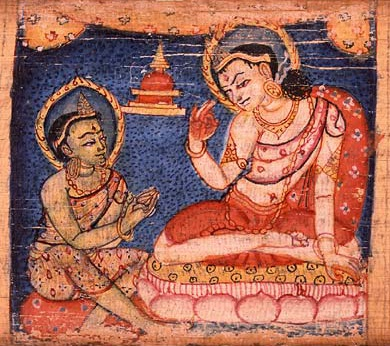
Sudhana aprenent d'un dels cinquanta-dos professors al llarg del seu viatge cap a la il·luminació. Manuscrit sànscrit, segles i.

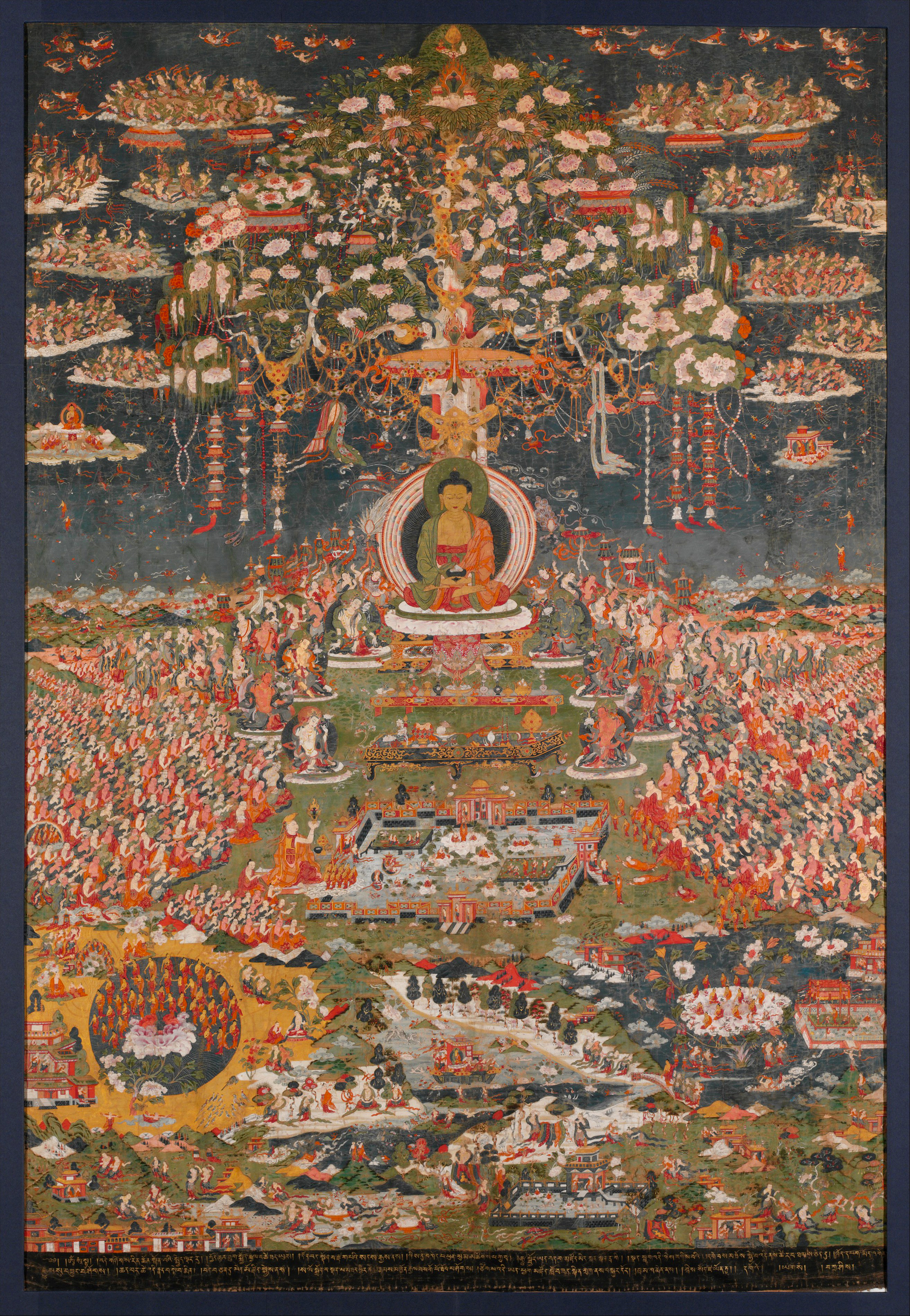
Amitabha, el Buda de la Vida Eterna, a Sukhavati, la Terra Pura Occidental. Està envoltat de seguidors, semidéus, bodhisattvas i ofrenes. A la part inferior hi ha patis, flors de lotus gegants i piscines d'on reneixen els purificats.

Els texots d'origen Mahāyāna incorporen una gran varietat de narracions i mitologies, amb nombroses figures i històries de divnitants que no apareixen en els textos anteriors. Aquests varien des de contes dramàtics o humorístics fins a paràboles filosòfiques abstractes. Els sutres mahayana, com ara el Sutra del Lotus i el Sutra Avatamsaka, contenen històries populars i paràboles que han tingut una gran influència en el budisme mahayana.
Una figura central en els mites Mahāyāna és el Bodhisattva, un ésser espiritualment avançat que està en el camí cap a la Budeïtat. Alguns d'aquests éssers, com ara Tara, Avalokiteshvara, Manjushri i Vajrapani, encara que no són Budes, han desenvolupat poders divins extraordinaris en assolir el nivell el bodhisattva més alt. Segons Paul Williams, Avalokiteshvara "és potser el més popular de tots els bodhisattvas Mahayana" i és vist com el salvador compassiu de tots els éssers, treballant constantment, i utilitzant formes i mitjans infinits per ajudar els altres. Fonts importants d'aquesta figura són el Sutra del Lotus i el Sutra Karandavyuha.
Altres bodhisattves són representats com en procés de desenvolupar la seva habilitat en mitjans (upaya) com Sudhana del Gaṇḍavyūha Sutra i, per tant, les seves històries serveixen en el gènere literari conegut com a Bildungsroman espiritual.
La budeïtat també és fonamental per a la mitologia mahayana. Un Buda als textos Mahayana és molt més exaltat i extraordinari que en els textos anteriors. Aquest ésser semblant a un déu, en l'imaginari col·lectiu del Mahayana, ha viscut i continuarà vivint durant innombrables eóns (temps infnit) predicant la seva doctrina en incomptables maneres i d'éssers que les transmeten.
Pel que fa al Buda Gautama, la seva limitada vida "humana" a la terra no era més que una il·lusió, un miratge docètic que només sembla dur a terme accions humanes com menjar, etc. Una altra característica important dels mites budistes Mahāyāna és que inclouen ésser il·lumints (Buddhatves) diferents del Buda Gautama, com ara Amitābha, Bhaisajyaguru, Vairocana i Akshobhya, cadascun amb els seus propis textos. Es considera que aquests Budes viuen en altres regnes, anomenats Camps de Buda (buddhakṣetra , també conegudes com a Terres Pures) i que encara són accessibles en meditació, visions o mitjançant els seus intermediaris. Es diu que aquests altres mons s'estenen infinitament en totes direccions, cadascun conté un Buda que ensenya al seu camp de Buda. Un Buda com Amitābha, per exemple (un dels Budes més populars de l'Àsia oriental), es va associar amb la promesa que qualsevol que recités el seu nom renaixeria a la seva terra pura, així com amb el bodhisattva Avalokiteshvara. Aquests altres Budes també van ser vists com la font d'alguns dels sutres Mahayana com els sutres de la Terra Pura i els sutres Aksobhyavyuha.
Les hagiografies de figures mahayana indies com Asanga i Nagarjuna, i les seves històries associades, també són importants en la mitologia del budisme mahayana. Les biografies del filòsof indi Nagarjuna, per exemple, el representen com un gran bruixot braman amb una màgia poderosa que el fan ser invisible per entrar a un palau i violar les dones del seus amics. Després de la seva fugida, tots els seus amics són assassinats, fet que el porta a optar per una vida espiritual i a l'estudi del dharma Budista. Això el porta finalment al descobriment dels sutres prajñaparamita amb l'ajuda del rei naga
Aquestes històries i figures també van evolucionar encara més en el budisme asiàtic oriental. Amb el temps la figura masculina d'Avalokiteshvara es va transformar en la figura materna femenina de Guanyin que té el seu propi corpus mític d'Àsia oriental. El budisme d'Àsia oriental, el qual és tot Mahāyāna, també va desenvolupar més mitologies regionals i específiques d'aquesta escola a mesura que el budisme va continuar evolucionant. Les històries i llegendes sobre figures fundadores i patriarques de les escoles budistes d'Àsia oriental són un d'aquests desenvolupaments. Un exemple són les nombroses històries que es van desenvolupar al voltant del patriarca zen Bodhidharma que serveixen per explicar com se suposa que el budisme zen va arribar a la Xina. Una altra figura àmpliament reconeguda que es va desenvolupar a la Xina és la figura grassa i alegre anomenada Budai. Aquesta es va implementar en textos zen com la Transmissió de la Làmpada (llum).
Un altre exemple molt popular del mite budista d'Àsia oriental es troba en una de les novel·les clàssiques de la Xina, Viatge a l'Oest, que es va desenvolupar al voltant de les històries del monjo xinès Xuanzang i els seus viatges a l'Índia. Aquestes històries fusionen el mite budista amb idees de la religió popular xinesa, mitologia xinesa, així com les creences taoistes i confucianes.

## Formes del mite

### Literatura
La font principal del mite budista és el seu signifcatiu nombre de textos. El corpus és extens; Hi ha més de 500 Jātakas només a Pali i hi ha diversos cànons budistes complets en diferents idiomes.
Els Jātakas romanen estretament vinculats a la tradició oral dels primers textos budistes. El nucli de la història és un conjunt de versos, que en la tradició pali són l'única part considerada canònica. El context històric i narratiu que explica els esdeveniments de la vida de Buda hi són comentats. Tanmateix, com explica Thomas Rhys Davids, vers i prosa s'han d'haver transmès junts en molts casos. Això és típic de la literatura oral en pali, on una part fixa canònicament anava acompanyada d'un comentari molt més ampli i fluid, que a poc a poc es convertiria en cànon. Quan s'ensenyaven, els versos normalment es recitaven textualment, mentre que la història seria elaborada i adaptada per cada narrador.
Per contra, una obra literària desenvolupada com els poemes èpics sànscrits (Itihasa) del poeta indi Aśvaghoṣa, com ara el Buddhacarita i el Saundarananda, es van escriure i planificar amb exemples del gènere indi Mahākāvya. A partir de la ja elaborada herència literària del budisme indi, Aśvaghoṣa va utilitzar un gran vocabulari i mètodes poètics complexos per crear textos sofisticats per al gaudi d'una classe lletrada. Les composición Asvaghosa, escrites en sànscrit polit, estan acuradament estructurades i ordenades. En aquests textos, també hi ha nombroses al·lusions a llegendes brahmàniques i narracions èpiques.

### Representacions
Hi ha indicis que els budistes indis van desenvolupar drames edificants, potser amb acompanyament musical. Aśvaghoṣa és conegut per haver escrit un drama budista, el Shariputra -Prakarana, que només ha sobreviscut en fragments. És l'obra dramàtica més antiga de la literatura sànscrita descoberta fins ara. Aquestes actuacions es van fer populars dins les diferents cultures budistes.
A l'Àsia premoderna, la representació oral i dramàtica de les històries de Jātaka va ser una altra manera de propagar el mite budista. Aquesta tradició continua activa als països del sud-est asiàtic avui dia, on els contes de Jātakas es representen en teatre, dansa i recitals en ocasions especials, com les festivals budistes.
Al Tibet i altres regions on s'ha estès del budisme tibetà, també són populars diverses representacions del mite sagrat, com ara la dansa Cham, una dansa de vestuari que il·lustra els valors morals budistes.

### Art

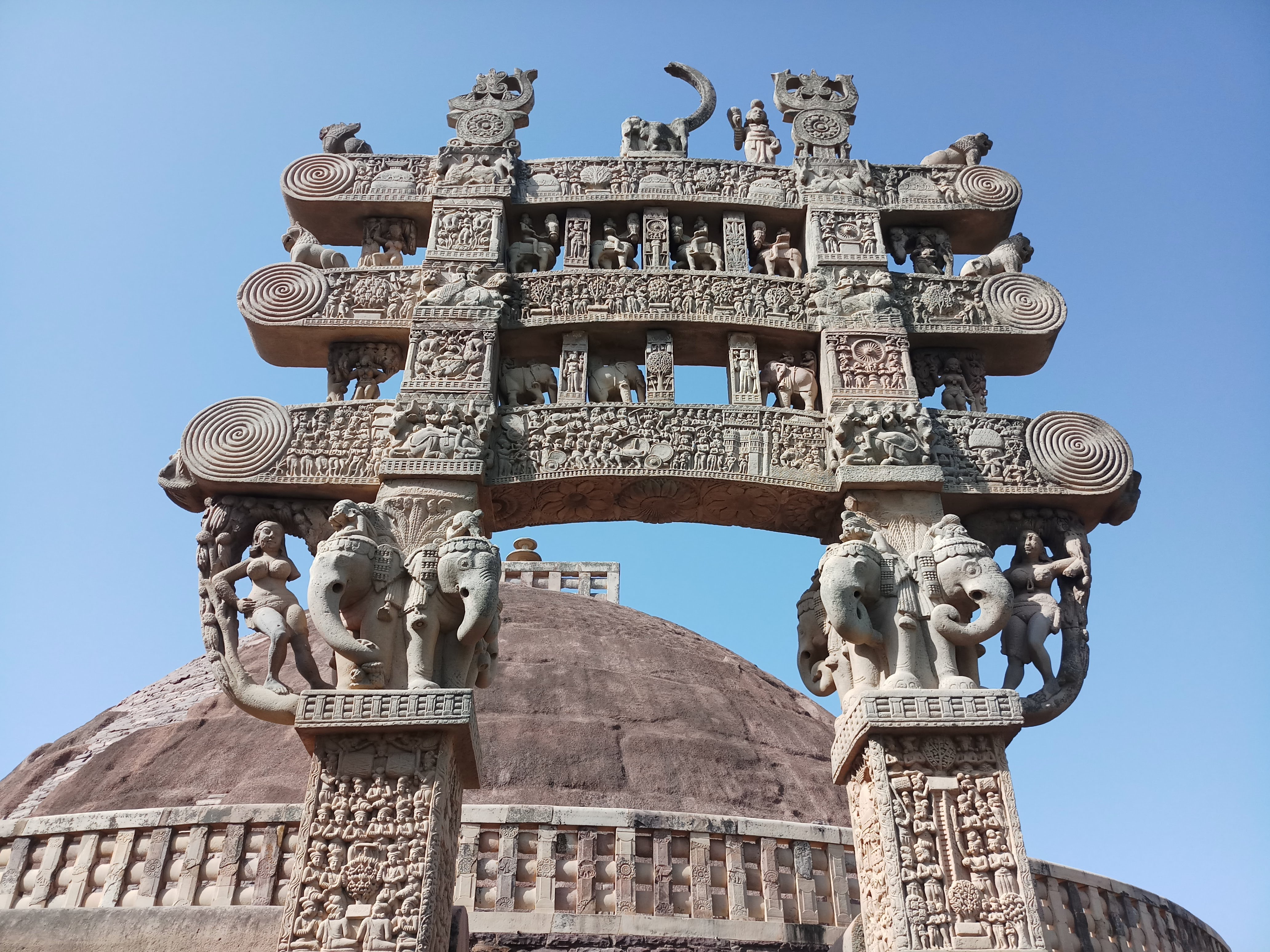
Passarel·la a l'estupa de Sanchi

Ens manquen evidències materials del període pre-sectari budista. El primer art budista apareix al període Aixoka, si bé els pilars d'Aixoka, artísticament excel·lents, no expliquen mites.
Cent anys després d'Aixoka, tenim els nostres primers complexos de stupes budistes coneguts, que contenen art important i elaborat. A més de dibuixar motius dels primers textos, sovint representen episodis de Jātakas i de la forma evolucionada de la vida de Buda. L'art que ha sobreviscut és l'escultura en pedra, si bé es creu que formen part d'un patrimoni molt més ric en materials més peribles.
A més dels motius purament decoratius, sovint trobem art disposat en una seqüència o rondalla, que representa diversos esdeveniments seleccionats d'una petita història. Presumiblement, s'haurien utilitzat com a marc de narració d'històries, un precursor de les nostres novel·les gràfiques modernes. Un mestre monjo explicaria la història il·lustrada per les imatges, o la gent que recordava la història que coneixia. Aquest mètode es va desenvolupar completament a Borobudur, on les històries compten una enorme estructura. En molts temples budistes moderns, especialment els turístics més populars, els murals tenen el mateix paper.

## Temes

### Renúncia

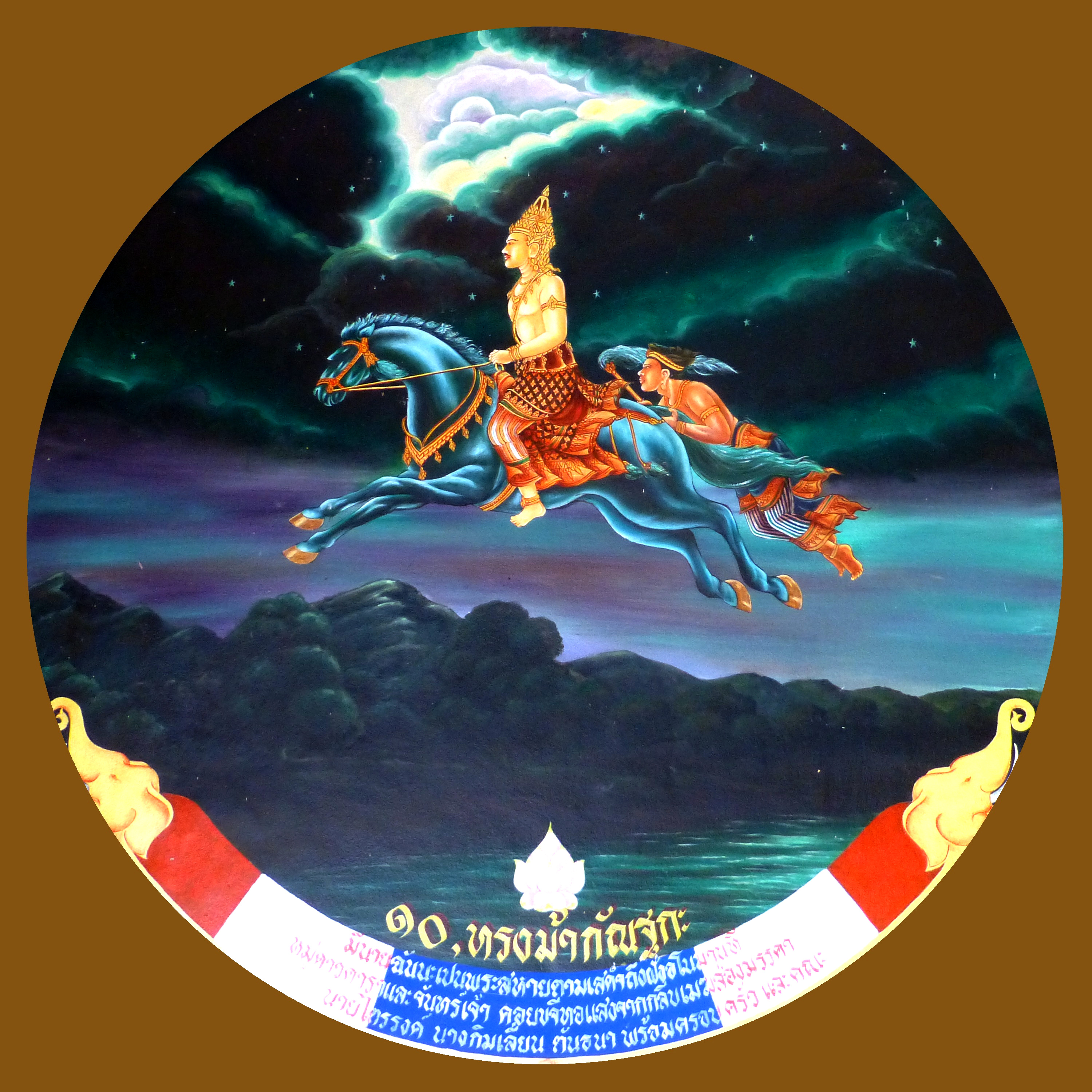
El Bodhisatta munta el seu cavall Kanthaka travessant el riu Anoma la nit de la seva renúncia. La seva auriga Channa sosté la cua. Temple Chedi Traiphop Traimongkhon, Hatyai Tailàndia.

L'esdeveniment clau en la vida del Buda és la seva marxa de casa. Aquest esdeveniment dramatitza el conflicte entre els valors "mundans" del sexe, la família, la carrera i la prosperitat i els valors "espirituals" de renúncia (Nekkahamma) i desapassionament (Virāgya). Aquesta tensió és una característica definitòria del mite budista. Nombroses històries budistes expliquen l'esdeveniment de diferents maneres, de vegades evocant el dolor del bodhisattva en abandonar la seva dona i el seu fill, així com els esforços del seu pare per atraure'l perquè es quedi, així com la tristesa experimentada per la seva dona Yashodhara i el seu auriga Channa.
La renúncia també es tracta repetidament als Jātakas, amb més variacions. En alguns casos, el bodhisattva surt de casa amb la seva dona, o amb la dona i els fills, o fins i tot amb tota la ciutat. En un cas, la dona deixa el bodhisattva per criar els fills.

### Despertar i Nirvana final
Després de la renúncia hi ha l'esdeveniment del despertar (bodhi) o alliberament (vimutti, nirvana) de Buda. En el budisme, això es refereix a una visió de la veritat que porta a la fi del sofriment. En els textos doctrinals això es presenta en termes psicològics i existencials, quan els mites es tradueixen en narrativa i imatgeria.
Així, els exèrcits del dimoni de la mort, Māra, les forces de la foscor i el desig, ja no són només impulsos psicològics, sinó exèrcits literals de forces demoníaques, representades amb gran detall. Aquestes, no es superen simplement amb la visió, sinó evocant la Deessa de la Terra (Dhāranī). Ella, com a deïtat gran, dona testimoni dels actes heroics del bodhisattva en les innombrables vides passades tal com es descriuen als Jātakas, i testimonia aquest fet, dissipant les forces de la foscor.
Cada detall de l'experiència del despertar s'impregna d'un significat mític. El lloc on es va asseure el Buda, descrit als primers textos simplement com un lloc agradable i adequat per a la meditació, es converteix en el "melic del món". És l'únic lloc de la terra prou fort com per suportar el pes del despertar, i és utilitzat per tots els Budes, passats, presents i futurs.
L'esdeveniment de la seva mort i l'alliberament final (paranirvana) del regne del renaixement (samsara) són també temes importants que es recullen en nombrosos mites budistes. Per als seguidors del Budisme, es important explicar la mort de Buda com un esdeveniment monumental. Alguns budistes com el Lokuttaravada van desenvolupar un mite docètic, que deia que el Buda no va morir realment, només semblava fer-ho, ja que la seva naturalesa era supramundana.

### Geografia i cosmologia

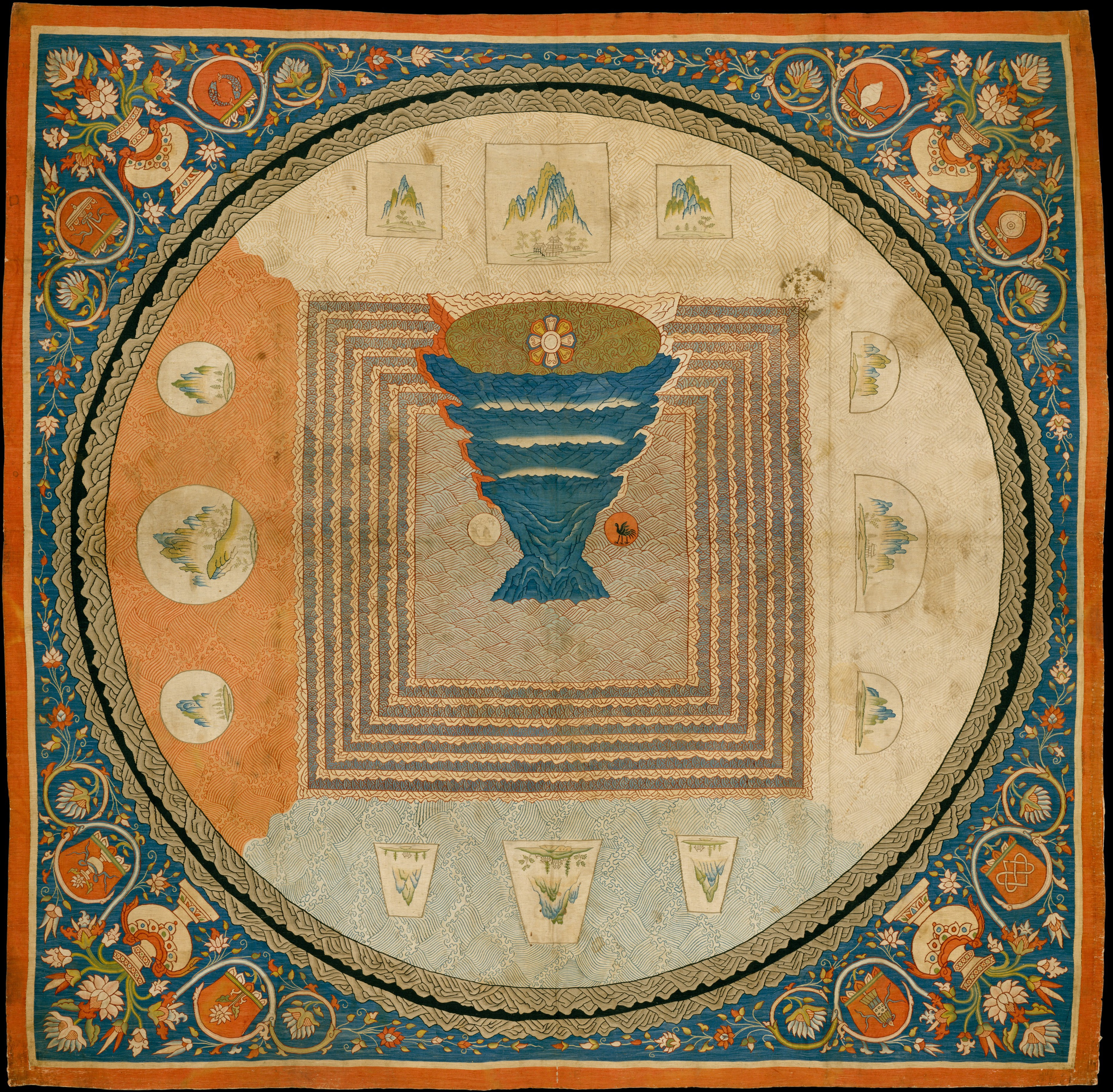
Mandala de tapís de seda amb diagrama cosmològic, dinastia Yuan (1271–1368). El mont Meru al centre, amb el sol i la lluna a la base (simbolitzats per un ocell i un conill) i els quatre continents en les direccions cardinals.

La cosmologia budista té una visió expansiva del temps i l'espai, amb múltiples sistemes mundials (lokāḥ) dividits en diferents plans d'existència (dhātus) que es remunten a innombrables eons (kalpas). La visió budista (i índica) del temps és cíclica en lloc de lineal o progressiva. Els sistemes mundials o universos passen per cicles, des del naixement fins a la destrucció, i veuen sorgir patrons similars una vegada i una altra. Aquests patrons inclouen el naixement i el despertar d'un Buda, així com la degeneració i la pèrdua eventual del Dharma. L'Etern retorn és, per tant, un tema crucial en la cosmologia budista. Una característica important d'això és que a l'univers budista no hi ha un únic inici o mite d'una primera creació. Assumim que el Buda va afirmar que el món és "sense principi descobrible, no es distingeix un primer punt dels éssers que vaguen i passen per sobre". Així, mentre que els sistemes mundials individuals (lokāḥ) passen per cicles de naixement i destrucció,, que s'expliquen com a causats per processos naturals relacionats amb els quatre elements). Tot el sistema del samsara en si o el "multivers" format per tots els universos, no té un únic punt d'origen en el temps ni una única causa/motor principal. Així, la cosmologia i el mite budistes rebutgen el creacionisme teista.
El budisme mahayana va afegir el concepte d'una infinitat de terres pures creats per innombrables Budes, que estan interconnectats entre si. Els textos medievals coneguts com a tantres budistes introdueixen elements més elaborats en el sistema cosmològic budista, inclosa l'astrologia hindú, i nous mites com el del regne de Shambala del tantra de Kalacakra.
Malgrat aquesta visió expansiva del temps, el marc històric del mite budista és de fet força estret. Amb poques excepcions, els Jātakas, i fins i tot les històries del futur, imaginen un món molt semblant a l'Índia del segle V aC. Així, els molts dels centenars de naixements del bodhisattva es troben dins d'una finestra històrica de només uns quants segles i estan fortament arrelats a la geografia de l'Índia. Això inclou la gran presència de l'Himàlaia, els poderosos rius, els camps fèrtils i els boscos salvatges. Les zones salvatges, incloses les muntanyes, es representen regularment com a llocs de trànsit de savis i caminants. Les ciutats són on es troben la riquesa i la fama, mentre que la saviesa viu al desert. Els primers textos estan molt centrats en el "país mitjà" -la part central de la vall del Ganges- on el Buda va passar tota la seva vida. Les referències a àrees fora d'aquesta són poques. En els textos posteriors, com ara Jātakas, hi ha una geografia molt ampliada, amb un fort èmfasi en el comerç a través dels deserts i els oceans. El Baveru Jātaka ("Babylon Jātaka") explica com aprofitar els crédules babilonis en el comerç. La geografia mítica budista també inclou elements mítics extraordinaris, com la muntanya central del món anomenada Mont Meru i històries del continent de Jambudvipa que fa referència al món dels humans. Els textos regionals posteriors també se centren en la geografia del seu origen, com la Xina, el Tibet o Sri Lanka, a més de mantenir una geografia mítica de l'Índia.

### Origen de la vida
Un conte explicat pel Buda a l'Aggan̄n̄a Sutta descriu el procés de recreació a aquesta gran escala. Un vell sistema mundial acaba de ser destruït i els seus habitants reneixen en un nou sistema. Per començar són éssers lluminosos, que suren feliços sobre la terra, luminiscents i sense forma, nom ni sexe.
En aquest període, el món en aquestes primeres etapes és sense llum ni terra, només aigües massives. Ni la lluna ni el sol van aparèixer, no van aparèixer constel·lacions ni estels, encara no es distingien nit i dia, ni mesos i quinzenes, ni anys i estacions. I tard o d'hora, després d'un període molt llarg, apareix la Terra i l'ésser o els esperits lluminosos vénen a tastar-la i gaudir-la. Semblava la pell que es forma sobre la llet calenta mentre es refreda. Estava dotat de color, olor i gust. Era del color del mantega fina o de la mantega i era molt dolç, com la mel silvestre pura. La seva cobdícia fa que els seus cossos eteris es tornin sòlids i grollers i es diferencien en masculí i femella, guapos i lleigs. Quan perden la seva luminescència, el sol i la lluna neixen.
A poc a poc, els éssers cauen en més hàbits dolents, fent que ells mateixos -i la mateixa terra- es tornin menys agradables.

### Psicologia i virtuts
Els mites budistes utilitzen els tipus d'històries estàndard i viatges heroics, sempre amb un fort èmfasi psicològic. Tot i que el comportament del bodhisattva en els Jātakas no sempre és irreprochable, hi ha un fort èmfasi en la superació de l'odi i la cobdícia i l'ús de la intel·ligència i la bondat per resoldre problemes. El bodhisattva es representa més comunament com a intel·ligent i enginyós que com un guerrer ferotge o un rei poderós.
Les històries dels Jātakas així com les biografies post-Ashokan també prenen com a temes importants virtuts budistes, com les virtuts conegudes com les perfeccions (paramitas). L'influent Pali Mahanipata Jataka, per exemple, està format per deu històries cadascuna il·lustrant una de les deu paramitas.
Mentrestant els tantres budistes van associar les seves nombroses deïtats i elements cosmològics amb estats psicològics interns així com forces fisiològiques.

### La reialesa i política
Un dels primers motius mítics de la vida de Buda és la idea que ell és un "gran home" (mahāpurisa), que ha d'escollir el seu destí. Si roman a la llar, es convertirà en un emperador universal just o "monarca que gira la roda" (pali: Cakkavatti ; sànscrit: Cakravartin), mentre que si escull el camí de la renúncia es convertirà en un Buda. Per descomptat, el bodhisattva històric tria la renúncia, però s'expliquen històries d'aquells en el passat que van triar la reialesa. Aquests es representen per mostrar un ideal de lideratge budista, aquell que governa sense violència (ahimsa) alhora que exemplifica i promou els valors budistes. Els reis budistes també són considerats protectors i partidaris de la comunitat budista. Els fets d'un gran rei budista inclouen la protecció dels animals i la construcció d'obres públiques com ara parcs, pous i carreteres.
Les històries que l'emperador Mauryan Ashoka també va afegir als elements mitològics del mite del "Dharma King" (dhammaraja) i les seves grans gestes. En gran part del mite budista, Ashoka és l'"exemplar per excel·lència" reial que exemplifica les deu virtuts reials: generositat, virtut moral, sacrifici de si mateix, bondat, autocontrol, no ira, noviolència, paciència i adhesió a la norma. de rectitud. Aquesta figura va ser molt emulada pels reis budistes posteriors, que van construir estupes i temples i van patrocinar la comunitat monàstica a imitació d'Ashoka. Aquesta mímesi del mite d'Ashoka per part dels governants budistes asiàtics és una de les maneres en què el mite budista va influir en la ideologia política asiàtica d'estats com Angkor, Sukhothai i Pagan.
Els Jātakas representen molts exemples de reis i del mateix bodhisattva Gautama que va ser un rei en moltes vides passades, el més famós del sud-est asiàtic és el Vessantara Jataka. El Vessantara Jataka és bàsicament una epopeia reial, l'heroi de la qual no és un conqueridor ni un guerrer, sinó un heroi de la virtut budista de la generositat (dāna) que fa el vot de no negar-se mai a regalar qualsevol cosa que se li pugui demanar. A Tailàndia, aquest Jataka es diu o es realitza en grans cerimònies com el "Bun Phawet" a Roi Et, on s'honra a Upagupta i al Buda.

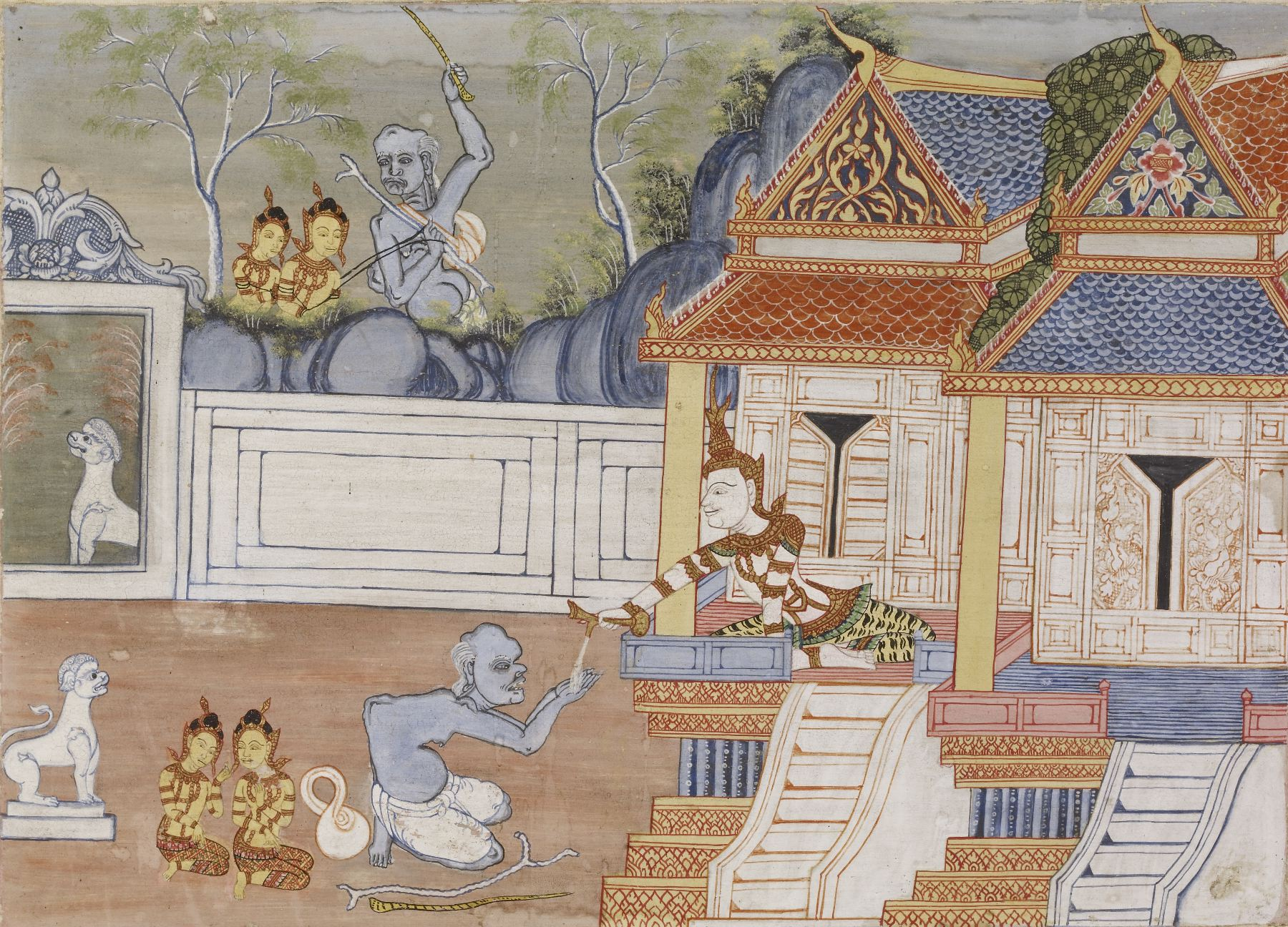
Il·lustració tailandesa Vessantara Jataka, capítol 8 (Els nens reials)

La reialesa als Jātakas mostra moltes de les característiques clàssiques familiars en l'anàlisi de James Frazer sobre la reialesa sagrada. El rei no només té poder mundà, sinó que tenia una connexió amb els déus. El seu comportament afecta el temps: un rei just assegura bones collites. De vegades es sacrifica el rei o s'expliquen històries d'escapament i sacrifici de reforma. Els relats budistes Mahayana també afegeixen nocions de l'ideal del bodhisattva als mites de la reialesa budista.
L' Aggaña Sutta representa un ideal alternatiu, i discutible abans, d'un rei budista. Allà, d'una manera no diferent a les pràctiques que predominen entre el poble Sakyan de Buda, el rei no és destinat sinó elegit pel poble. Aquest model de monarquia electiva, però, va ser ignorat en gran manera, i els mites budistes posteriors gairebé sempre van incloure reis hereditaris.
Els mites budistes continuen tenint un impacte en el món polític de les nacions budistes asiàtiques. El rei Bhumipol de Tailàndia és famós per explicar històries de Jātaka, que sovint contenen algun comentari o gir que il·lustren els esdeveniments actuals. En la seva traducció del Mahājanaka Jātaka, per exemple, es va canviar el final de manera que el bodhisattva ja no va renunciar al tron, sinó que es va mantenir i va educar el seu poble en la preservació del medi ambient. A Sri Lanka, el Mahāvaṁsa, que explica la història del budisme a l'illa, es va utilitzar per proporcionar una autoritat mítica per a la guerra civil contra els tigres tàmils. Aquest text explica la història del venerat rei Duṭṭhagaminī que va expulsar els invasors tàmils i va sentir remordiment per matar, una violació del precepte budista més fonamental. El monjo li va assegurar, però, que només matar aquells que s'havien refugiat en el budisme es podia considerar una falta moral

### Virilitat i proesa física

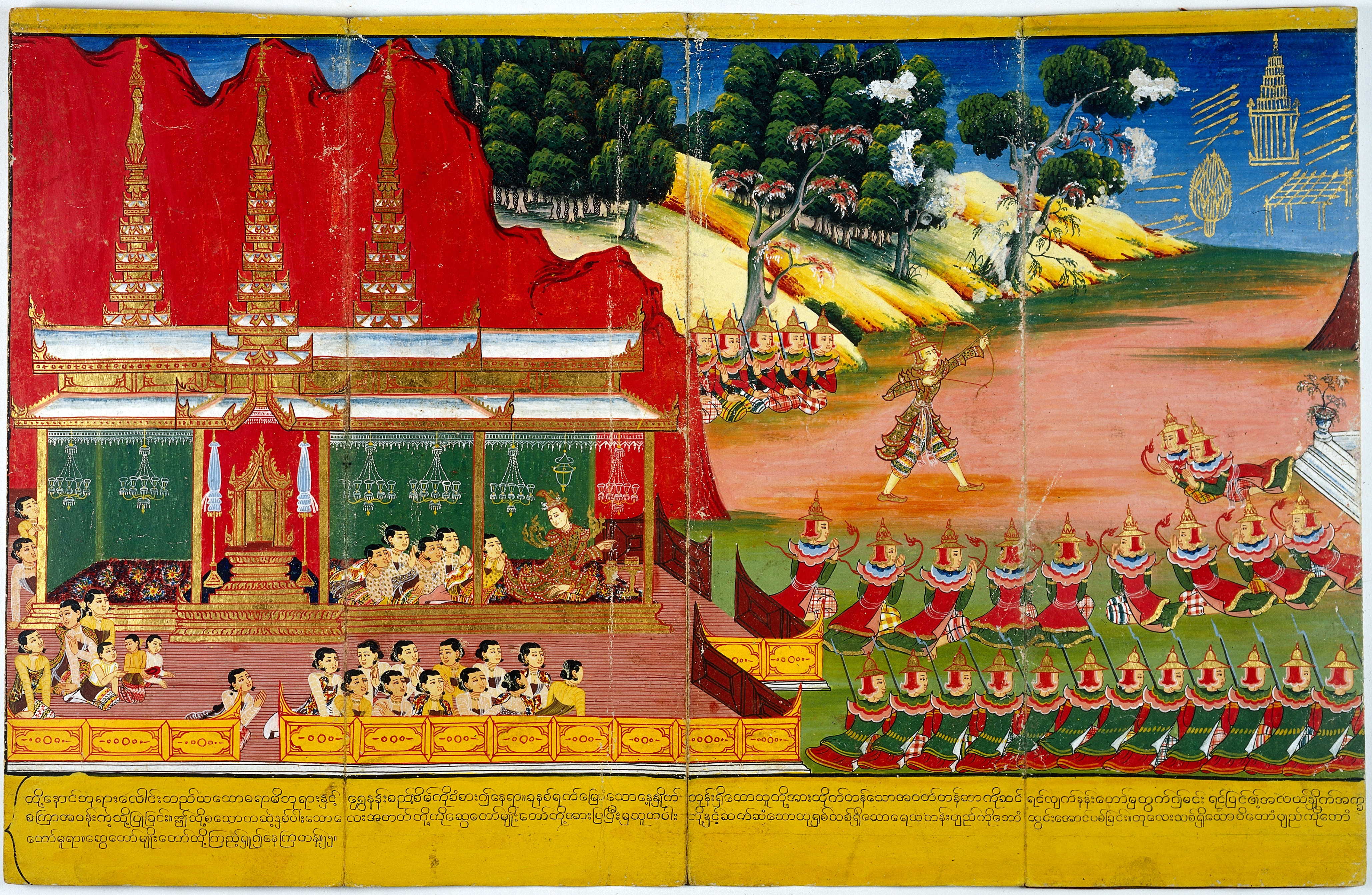
El Sarabhanga Jātaka representa el bodhisattva en una vida passada fent una exhibició de la seva extraordinària habilitat en el tir amb arc.

John Powers ha observat com la història del Buda en textos indis presenta temes de perfecció física masculina, bellesa i virtut . El Buda es representa sovint a l'art i la literatura índies com un "home definitiu" viril (purusottama) i "es fa referència a una sèrie d'epítets que exalten les seves qualitats masculines, el seu cos extraordinàriament bell, la seva virilitat i força física sobrehumanes, la seva habilitat. en arts marcials, i l'efecte que té en les dones que el veuen". Se li donen nombrosos epítets com ara "déu entre els homes", "que posseeix una força masculina", "vencedor en la batalla", "domador d'homes insuperable", "toro d'home" i "lleó sense por". Es veu que va viure centenars de vides passades com a cakravartins i com a déus virils com Indra i en la seva vida final com a Gautama, va destacar com a amant de moltes dones al seu harem de palau, així com un guerrer en les arts marcials d'un ksatriya. Textos com el Lalitavistara (esport extensiu) s'estenen en els concursos marcials que el jove bodhisattva havia de completar per guanyar-se la seva dona, concloent en un concurs de tir amb arc en el qual “agafa un arc que ningú més sabia dibuixar i que pocs fins i tot podria aixecar-se. L'agafa mentre s'asseu, l'aixeca amb facilitat i llança una fletxa a través de cada objectiu, la qual cosa eclipsa completament les actuacions de tots els altres." Les representacions del seu entrenament ascètic, així com la seva victòria sobre les temptacions de Mara i el seu despertar final també es descriuen sovint com a resultat del seu esforç viril en una batalla heroica. La vida ascètica també està relacionada amb la virilitat. A l'antiga Índia, es deia que el celibat i la retenció de semen aportaven força, salut i energia física. Es deia que la pràctica del celibat i l'austeritat acumulaven una energia espiritual anomenada tapes. Així, fins i tot com a ascètic celibat, el Buda pot complir l'arquetip mític de l'home suprem i guerrer heroic.
Totes aquestes bones qualitats s'associen amb la idea que el Buda té un karma i una virtut excel·lents i, per tant, en el budisme indi, la transformació moral es considerava relacionada amb la transformació física. Tot i que se sol passar per alt a la majoria de la literatura erudita, un element important de la mitologia de Buda són les excel·lents característiques físiques del seu cos, que està adornat amb el que s'anomena les trenta-dues " característiques físiques d'el Buda " (mahapurusa-laksana), que són es troben només en Budes i en monarques universals i se'ls considera que demostren la seva condició d'homes superiors. Paral·lelament a les qualitats físiques perfectes del Buda, es diu que algunes figures femenines budistes, com la mare del Buda, Maia, també tenen trenta-dues bones qualitats, de manera que la perfecció masculina i la perfecció femenina es reflecteixen mútuament.
La perfecció de Buda també s'associa amb gestes supranormals (abhiñña) com la levitació, caminar sobre l'aigua i la telepatia. Els seus poders són superiors als dels déus, i les divinitats índies com Brahma són representades com a deixebles seus i acceptant la seva superioritat.

### Dones i gènere

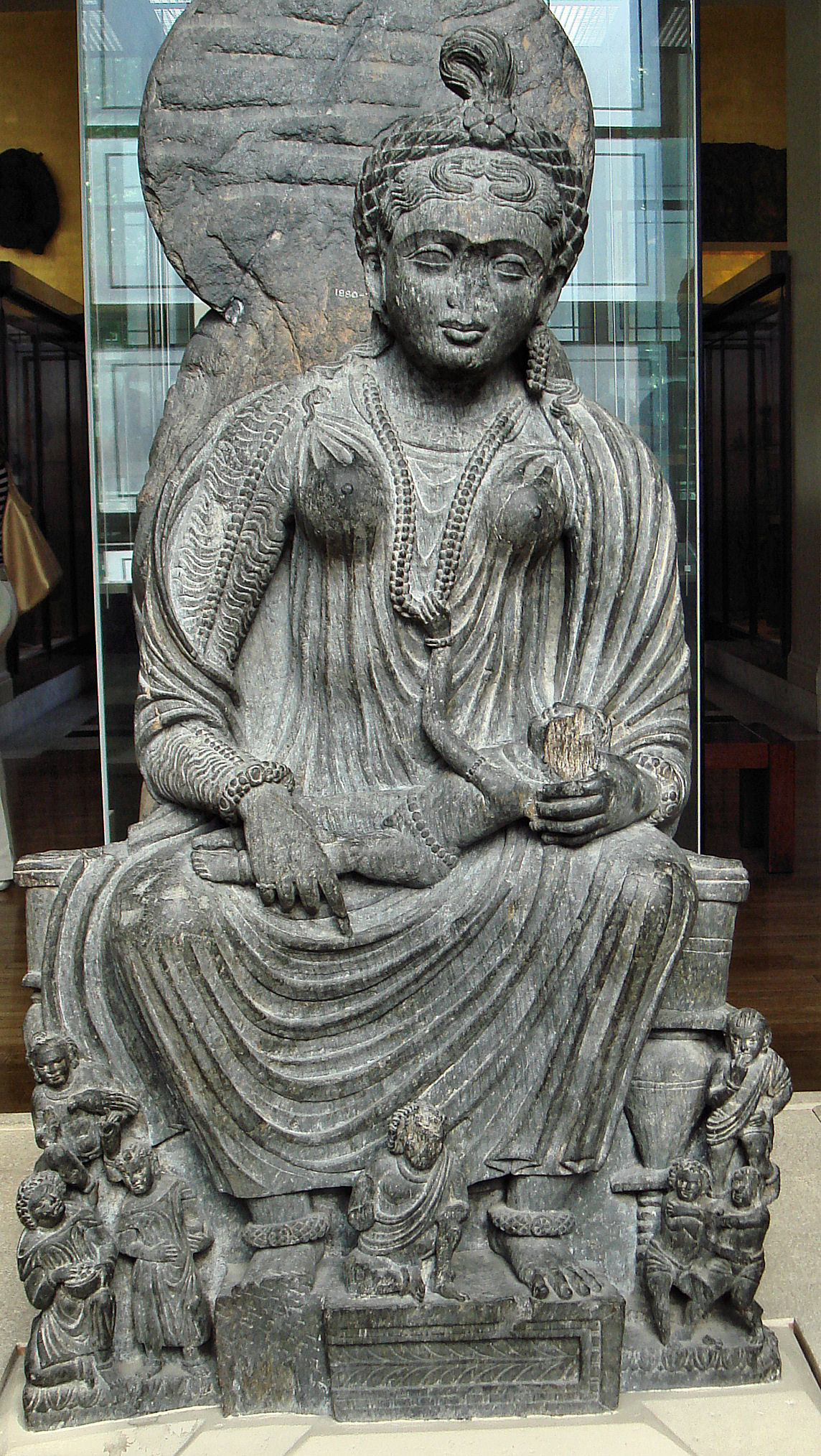
Deïtat materna Hārītī

Les figures femenines i els problemes de gènere també són una característica important de la mitologia budista. Tradicionalment, es veu que les dones són capaces d'aconseguir els nivells més alts d'assoliment espiritual. Les figures femenines del mite budista inclouen figures maternes com la mare de Buda, la reina Maya (i el mite del seu naixement verge) i la deessa Hārītī, monàstics (bhikkhunīs) com Sanghamitta i Mahapajapati Gotami i extraordinàries figures divines com Tara, Guanyin, Vajrayogini i Yeshe Târyongyal.
Els mites i històries budistes mostren una ambigüitat en relació al gènere. D'una banda, el gènere no es veu com un fenomen binari. Per exemple, hi ha fluïdesa en el gènere a través de les vides. Sovint les dones són fortes i capaces. Els rols de gènere de vegades s'inverteixen, com quan la dona del bodhisattva el deixa per criar els fills mentre es converteix en monja. En alguns textos, el gènere es presenta com una actuació, i tant homes com dones poden participar en aquesta actuació amb consciència. La transformació i la fugida dels paranys dels rols de gènere són possibles a través d'una vida espiritual, especialment com a renúncia, i les dones són vistes com a capaços de despertar igual que els homes. Suzanne Mrozik, citant Elizabeth Grosz, sosté que en el budisme indi, els cossos són "flexibles" i "subjectes a transformació, perquè els cossos són en gran part el producte de les nostres pròpies accions. . .. El karma dicta el tipus de cos que tenim en una vida determinada, ja sigui masculí o femení, sa o malalt, bell o lleig, i així successivament." També hi ha diverses històries budistes que representen una persona canviant de gènere, com ara una història que representa el sant budista Asanga convertint-se en dona i el seu ús dels poders ioguis per transformar-se de nou en un home. Una altra història del sutra Vimalakirti fa que una deessa transformi Sariputra en una dona per demostrar que el gènere és només una construcció conceptual buida (Śūnyatā) sense cap base real.
Al mateix temps, hi ha moltes històries budistes que representen les dones en termes negatius que continuen influint en les opinions budistes modernes. Les opinions budistes índies sobre la sexualitat de les dones són típiques de l'antiga Índia, que veia a les dones com a criatures de passió inherentment luxuriants i que sovint es representen com a seductores que són un perill per als homes que busquen viure la vida religiosa celibat. Aquestes actituds negatives cap a les dones continuen influint en les cultures budistes contemporànies, on es creu àmpliament que el naixement com a dona es deu a un mal karma. També es diu que això influeix en el futur del budisme. Una història que il·lustra això és la de la primera monja, Mahapajapati Gotami, que inclou una predicció que com que Buda va permetre l'ordenació de dones com a monges, el Dharma budista declinarà més ràpidament.
Al seu Ossos blancs podridura vermella serps negres, Bhikkhu Sujato va assenyalar que els Jātakas van ser compilats per molta gent durant molt de temps. En lloc de representar una posició budista única i coherent respecte a les dones, va argumentar que representen múltiples actituds conflictives, una ambigüitat que no es pot representar fàcilment en els textos doctrinals o filosòfics. Una de les principals causes de les opinions negatives de les dones és la confusió i la tensió al voltant de la sexualitat que viuen aquelles que han triat una vida de renuncia. Si bé els primers textos aconsellen tractar-ho a través de la consciència i la meditació, a les històries les tensions s'exterioritzen com a característiques negatives de les dones. No obstant això, aquestes opinions no s'han de veure com a fixes, ja que el budisme no és essencialista. Les característiques negatives de les dones, com les característiques negatives dels homes, que també es representen, són qualitats que cal superar i transformar mitjançant el desenvolupament espiritual. Així, el budisme sempre ha insistit que les dones són iguals als homes en la seva capacitat de despertar.

### Animals

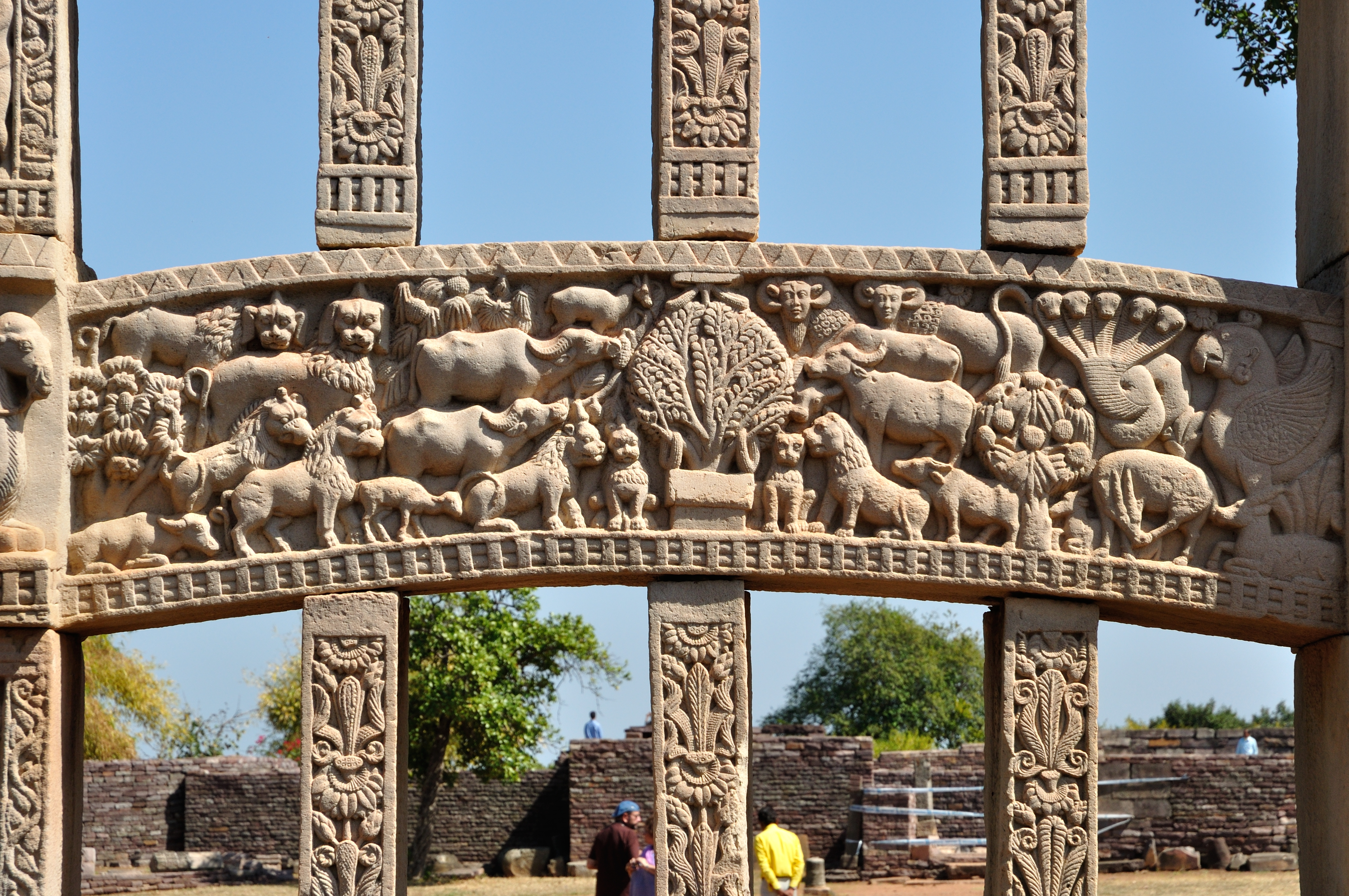
El Buda, representat per l'arbre Bodhi, assistit per animals, Sanchi vihara.

Els animals tenen un lloc destacat en els mites budistes, ja siguin bèsties domesticades com la vaca o el gat, o bé feres salvatges com el lleó o el cocodril. Els Jātakas sovint presenten animals parlants i tropes de faula comuns com l'ase que es vesteix amb pell de lleó. Una característica distintiva dels contes budistes, però, és que no es descarten les implicacions ètiques d'aquestes bèsties parlants. En canvi, és en el diàleg amb les bèsties parlants on es desenvolupa l'ètica de la no-violència i la moderació a l'hora de matar animals. En alguns Jātakas també és comú que un animal actuï d'una manera més moral que un humà.
Diversos tipus d'animals apareixen amb prou regularitat com per assumir el paper de personatges d'estoc. El lleó és fort i sense por, el xacal, la seva némesi, és feble, covard i duplicitat. Els animals també poden representar simbòlicament altres temes budistes, el lleó per exemple es diu que representa el Buda (que també es coneix com el "lleó del clan Sakya ", Sakyasimha), ja que el lleó és el rei dels animals, amb el més fort. rugit i el Buda és el més important de tots els humans amb l'ensenyament més superior. El cérvol representa la renúncia, ja que mai dorm al mateix lloc. Els animals mítics com els Garuda i els Nagas també tenen un paper en les faules i mites d'animals budistes.

### Éssers extraordinaris

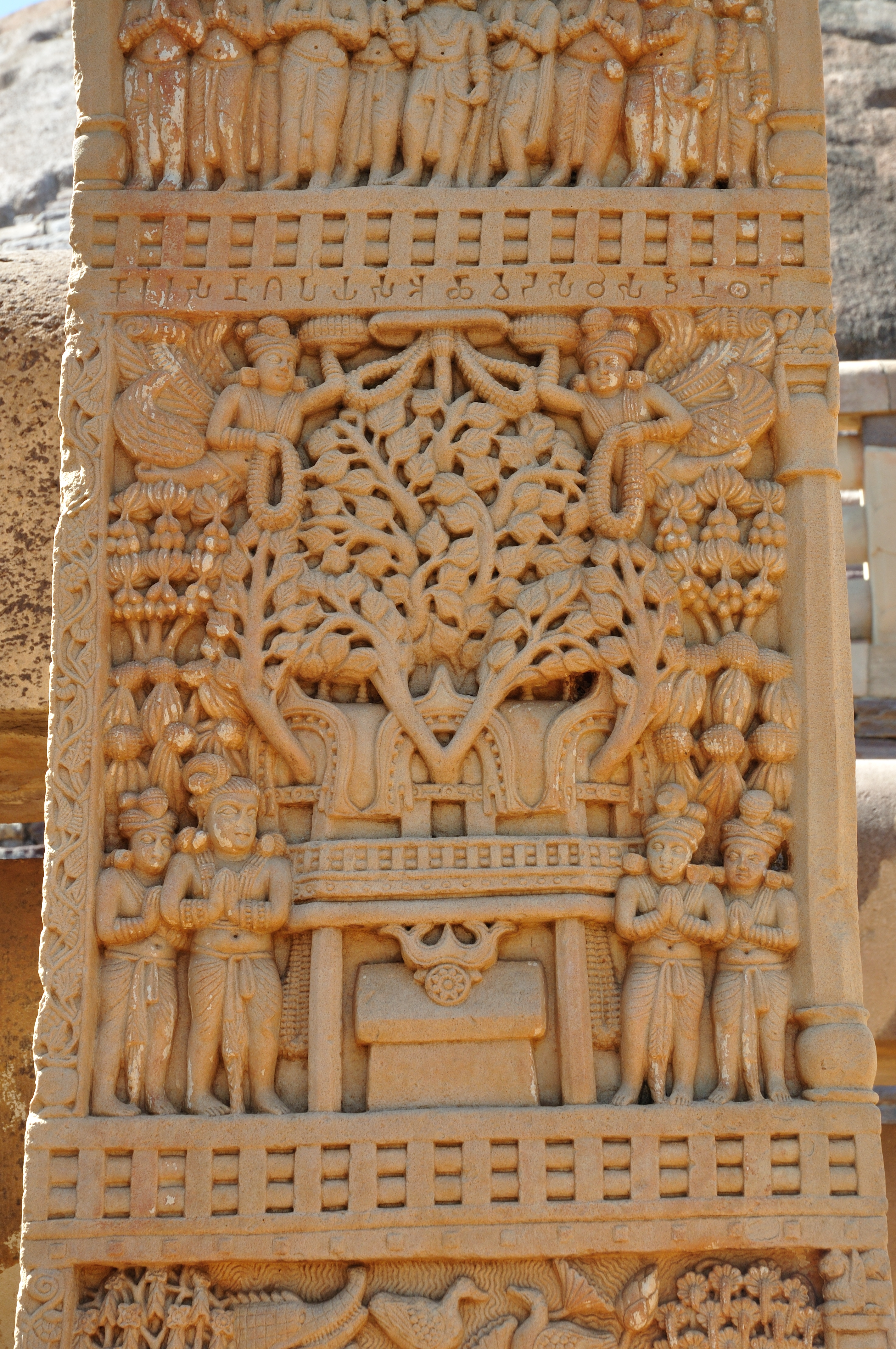
Adorant l'arbre de Bodhi, cara est, pilar sud, porta d'entrada est, estupa 1, Sanchi

La tradició budista comparteix amb la cultura índia més àmplia una sèrie d'éssers i llocs extraordinaris. El mite sovint tracta sobre el sobrenatural. Tanmateix, mentre que el mite budista sovint tracta d'esdeveniments que normalment es consideren sobrenaturals, com ara històries de devas, miracles, etc., tots aquests es veuen com a aspectes del dharma i, per tant, com a part de la natura. En el context budista, doncs, el millor és descriure aquests fenòmens com a "extraordinaris", en el sentit d'estar fora de l'experiència ordinària, en lloc de "sobrenatural", sent "per sobre de la naturalesa".
Les deïtats budistes són un element important en totes les mitologies budistes. Aquestes deïtats inclouen bodhisattvas d' alt nivell que tenen poders extraordinaris, Budes còsmics (en Mahayana), devas (éssers celestials que viuen molt de temps), esperits de la natura com Yakshas i deïtats ferotges o protectors tàntrics
La mitologia budista també adopta mites i deïtats brahmàniques, sovint invertint motius per il·lustrar un punt de diferència entre el budisme i el brahmanisme ortodox. Quan apareix la deïtat creadora índia Brahmā, de vegades se'l representa com un magnífic devot de Buda, però de vegades se'n burla. Alguns textos budistes es burlen de la creença de Brahma que ell és el creador de l'univers. De la mateixa manera, el ferotge déu de la guerra dels Vedes, Indra, es transforma en el gentil Sakka (normalment reben l'epítet devanam indrah "rei dels déus"), del qual es diu que va aconseguir el seu estatus divin mitjançant obres públiques.
Els sants budistes i les figures històriques també són importants en el mite budista. Les històries de figures quasi llegendàries com Padmasambhava i Milarepa serveixen com a mites fundacionals importants per a les escoles budistes tibetanes.

### Símbols
Tant els textos budistes com en l'art budista, el mite també es comunica mitjançant diversos símbols budistes que s'han estès pel món budista. Entre els símbols més antics i comuns es troben l'estupa (que simbolitza el Buda), la roda Dharmachakra, un símbol del Dharma, l'arbre de Bodhi,i les seves fulles, i la flor de lotus; ambdós simbolitzant el despertar budista.
Les cultures budistes solen conservar relíquies o llocs que les lliguen amb el budisme del passat, i especialment amb el Buda històric. Aquestes coses reben significat explicant històries sagrades sobre elles.
A Sri Lanka, els llocs més populars per al pelegrinatge són l'arbre Bodhi a Anuradhapura i la relíquia de la dent a Kandy. El mite de l'arbre Bodhi diu que es tractava d'un plantell extret de l'arbre sota el qual s'asseia el Buda, portat a Sri Lanka per la filla del rei Ashoka, l'il·luminat bhikkhunī Saṅghamittā. El culte a la relíquia de la dent es deriva en última instància dels passatges de tancament del Mahāparinibbāna Sutta, que parlen de la distribució de les restes físiques del Buda després de la seva cremació

### Mite i ritual

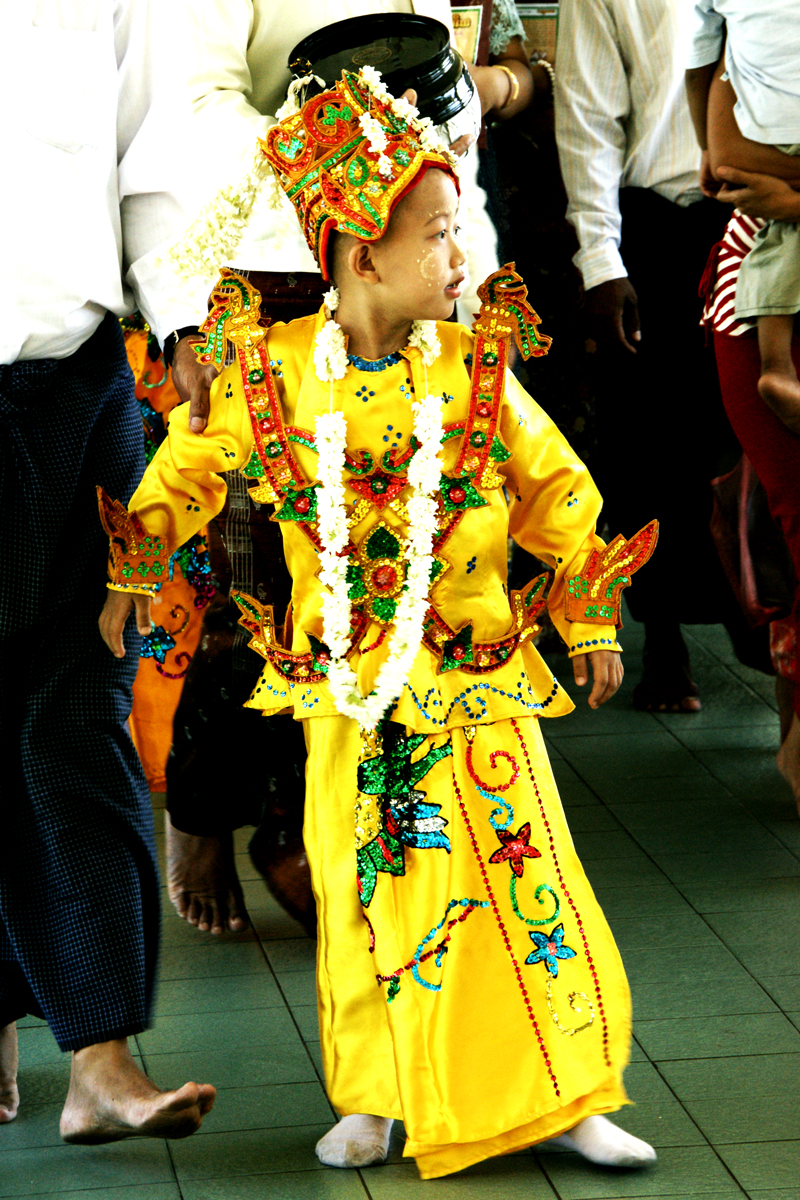
El vestit reial que porten els futurs noviciats abans de la seva ordenació de samanera.

És habitual que es realitzin o tornin a viure esdeveniments mítics i rituals, i de fet alguns mites sorgeixen com a explicacions del ritual. Això ho trobem amb freqüència en el budisme, ja que el procediment d'ordenació imita la renúncia a Buda. Tot i que els textos de Vinaya que descriuen l'ordenació la representen com un procediment senzill, gairebé burocràtic, algunes cultures budistes tenen rituals en què vesteixen el candidat com un príncep i el fan desfilar pels carrers en una recreació de la renúncia a Buda. Aquests rituals poden ser força elaborats, amb alguns candidats muntant a cavall i altres individus fent diferents papers, com ara la temptadora Mara. A Myanmar, també existeix un ritual de pas de la vida paral·lel per a les dones, anomenat cerimònia shinbyu.
Un altre ritual budista que inclou recreacions del mite de la vida de Buda és el ritual de la consagració d'una imatge de Buda. Entre altres coses, el cap de l'estàtua està cobert, cosa que simbolitza la retirada dels Budes de la vida familiar i es col·loquen diverses ofrenes simbòliques davant l'estàtua. inclosa una barreja d'arròs amb llet dolça que simbolitza l'ofrena de Sujata.
En el budisme tàntric, els rituals com les iniciacions tànriques i la creació de mandales es poden veure com recreacions de la realitat mítica budista tàntrica en un temps sagrat.

## Interpretacions del mite budista

### Interpretacions èmiques
No hi ha cap tradició desenvolupada d'interpretaió dels mites dins de les tradicions budistes. Els escriptors van reconèixer que les diferents vides del Buda eren similars, diferenciant-se només en detalls insignificants. Els aspectes més espectaculars del mite budista probablement van ser tractats pel seu valor d'entreteniment. Vasubandhu, escrivint al voltant del segle iv, va donar per fet que el seu públic entenia que els anomenats "guardians de l'infern" eren de fet només projeccions de la ment. Tanmateix, no és estrany trobar interpretacions estrictament literals del mite.
Els moviments de reforma del budisme que van sorgir cap a finals del segle xix es coneixen com a modernisme budista. Es caracteritzen per un enfocament racional de l'ètica, la filosofia i la meditació budistes, i tendeixen a rebutjar o minimitzar els elements mítics. Com a resultat, moltes formes contemporànies de budisme influenciades pel modernisme budista rarament presten molta atenció al mite o tendeixen a minimitzar-ne la importància, veient-les com a "acrecions" o "distorsions" posteriors. Potser per això, les anàlisis erudites modernes de la mitologia budista són rares.
Bhikkhu Sujato ha escrit una àmplia anàlisi del mite budista, centrada en les dones. Mostra les àmplies correlacions entre els mites budistes i el mite mundial més ampli, basant-se en fonts com Joseph Campbell i Erich Neumann, estudiant de Carl Jung.

### Interpretacions ètiques modernes
El Monomite de Joseph Campbell analitza el mite de la vida de Buda com a part del viatge de l' heroi universal que també compara amb la vida de Jesús, ambdues formes del que va veure com "un salvador del món arquetípic". Campbell va mapejar la vida del Buda en el que va veure com la fórmula estàndard dels mites heroics: separació-iniciació-retorn. Els mapes de separació en la renúncia de Buda, la iniciació en la seva recerca i consecució del despertar i el retorn és el seu retorn al món per predicar el Dharma a tothom (i, per tant, per a Campbell, és un "heroi universal" que porta un missatge a tot el món). món).
Roberto Calasso al seu Ka parla del mite budista en el context del mite indi de manera més general. Argumenta que el Buda va arribar a "acabar amb el gest", ja que el seu viatge va ser finalment cap a dins i va prescindir de formes exteriors d'espiritualitat com el ritual.
| « | Tal com ho veu Calasso, l'antic món del sacrifici, de la prohibició i l'autoritat, està arruïnat per l'arribada de Buda. El Buda vol "eliminar els residus", les restes a partir de les quals es genera tot el nou (la recerca del nirvana és ni més ni menys que un desig d'extingir el residu d'una vida viscuda: el renaixement). La seva doctrina prefigura el nostre propi món: “El que algun dia s'anomenaria 'el modern' va ser, almenys pel que fa al seu punt més agut i amagat, un llegat de Buda. Veure les coses com a tants agregats i desmuntar-les. . .. Un escolarisme àrid i ferotge. . .. Total falta de respecte a qualsevol prohibició, a qualsevol autoritat”. | » |

David Adams Leeming a la seva Mitologia: El viatge de l'heroi veu la il·luminació de Buda com una culminació del tema de la recerca de l'heroi en què un heroi busca un objectiu com la immortalitat (tingueu en compte que amrita és en realitat un terme per a nirvana), concretament un tema relacionat anomenat "tema de retirada". Leeming afirma que "el mite de la retirada meditativa de l'heroi és el mite de la preparació del xaman -el gran mestre salvador- que, havent-se enfrontat al desconegut en ell mateix, ara ens pot transmetre i aplicar aquesta experiència".

## La mitologia en el budisme contemporani

### Hagiografies de sants budistes
L'hagiografia és una de les formes més populars de mite contemporani a les cultures budistes. Aquests es presenten en forma de biografies, de vegades autobiografies, de monjos venerats o altres practicants espirituals. Aquestes històries solen basar-se en elements bàsics del viatge de l'heroi, tal com s'exemplifica en la vida del Buda: signes especials en la joventut, renúncia, lluita, despertar, ensenyar i establir un llegat. Tanmateix, la seva forma és la de la biografia moderna, amb més o menys inclusió d'esdeveniments paranormals.
Aquestes hagiografies són una de les formes bàsiques de la literatura de la tradició forestal tailandesa. A Tailàndia, l'exemple principal és la biografia d'Ajahn Mun Bhuridatta, el pare fundador, d'un dels seus alumnes, Ajahn Maha Boowa. L'hagiografia d'Ajahn Mun s'ha convertit en una llegenda moderna important del budisme tailandès. Va establir moltes de les característiques estàndard d'aquestes biografies: relats de lluites amb la temptació sexual, trobades amb tigres i fantasmes al bosc i històries emocionants de destreses psíquiques o meditatives. És controvertit, però, ja que representa esdeveniments com la trobada amb arahants morts des de fa temps, un fenomen impossible segons Theravāda ortodoxa.
En la tradició xinesa, trobem la biografia de Hsu Yun (Núvol buit), que relata de manera similar històries de proeses espirituals i psíquiques en la llarguíssima vida d'aquest mestre budista xinès.
De la mateixa manera, la tradició tibetana conté moltes biografies de professors famosos com el Dalai Lama, inclosa una recent adaptació del còmic. Una característica mítica única d'aquesta tradició és la història de la identificació del mestre com a reencarnació de reencarnació de Tulku,antic mestre .

### Representacions contemporànies als mitjans de comunicació
S'han fet nombroses representacions de la vida de Buda al cinema El petit Buda de Bertolucci va incloure elements de la història del Buda com a part d'un conte més contemporani. Recentment es va fer la pel·lícula Siddhattha a Sri Lanka, que es va centrar en les tensions emocionals al voltant de la decisió del bodhisattva de sortir.
El Saiyūki (西遊記, lit. "Viatge a l'oest"), també coneguda pel seu títol en anglès 'Monkey', va ser una sèrie de televisió xinesa que narrava la història del pelegrinatge de Xuan Zang a l'Índia per recuperar els sutres budistes. Més recentment, s'ha emès a la televisió índia una sèrie popular sobre la vida del Buda.
La vida del Buda ha estat adaptada com a manga per Osamu Tezuka i aquest al seu torn s'ha adaptat al cinema d'animació.

### Temes budistes als mitjans de comunicació contemporanis
Des que el budisme i la meditació es van convertir en una part de la cultura popular als Estats Units als anys setanta, s'ha tornat habitual veure temes budistes expressats en la creació de mites contemporànies.
La sèrie de pel·lícules Star Wars, que es va construir deliberadament com un mite modern sobre el model Campbell, presenta molts motius budistes. Aquests inclouen els Jedis, una barreja de monjo i elit guerrera que mediten i se'ls demana que "tinguin en compte els seus sentiments".
La pel·lícula de 1999 The Matrix presenta temes d'il·lusió, realitat i llibertat que són fonamentals per al budisme.